# Cisne
Cisnes são aves da família Anatidae pertencentes ao gênero Cygnus. Seus parentes mais próximos são os gansos e os patos. Os cisnes formam a tribo Cignini e assim como os gansos são integrantes da subfamília Anserinae.  Algumas vezes são considerados parte de uma subfamília distinta, a Cigninae. Atualmente são consideradas seis espécies vivas e mais algumas espécies extintas; a espécie conhecida como Coscoroba não é considerada como um dos cisnes verdadeiros. Cisnes são geralmente animais monogâmicos, ocasionalmente mudando de parceiro ao decorrer da vida, principalmente após falha no aninhamento ou quando o parceiro morre. O número de ovos por postura é de entre 3 e 8 ovos.

## Etimologia

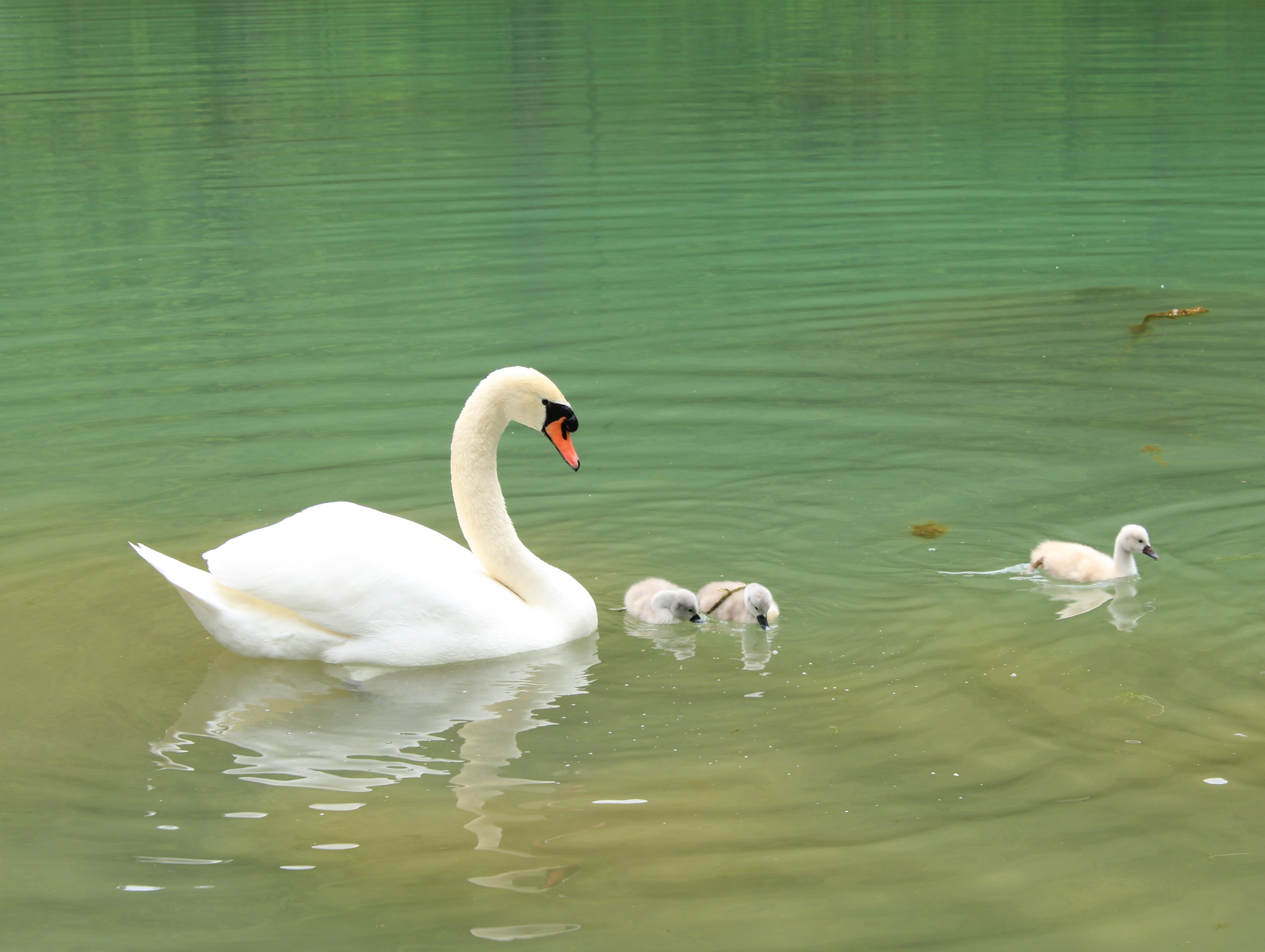
Cisne-branco (Cygnus olor) com filhotes

"Cisne" é oriundo do grego kyknos, através do latim cycnu, do latim vulgar cicinu, do francês antigo cisne e do francês moderno cygne.

## Descrição

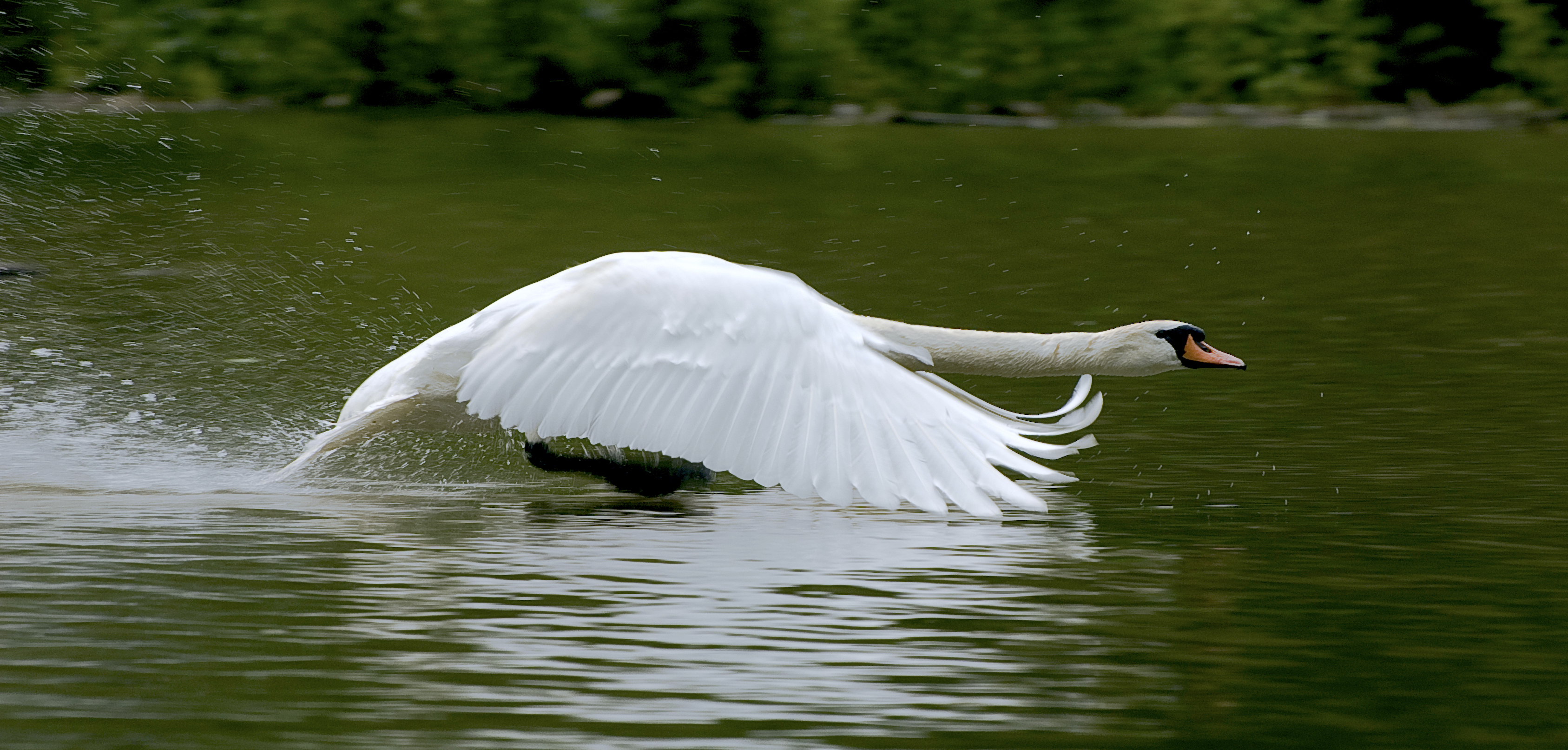
Cisne-branco (Cygnus olor) pousando na água

Cisnes são os maiores membros existentes da família de aves aquáticas Anatidae, e estão entre as maiores aves que voam. Os maiores exemplares incluindo todas as espécies podem alcançar mais de 1,5m de comprimento e mais que 15 kg. A envergadura pode ultrapassar 3,1m. Comparado aos Gansos, seus parentes mais próximos, eles são muito maiores e tem pés e pescoço em proporção maior. As aves adultas não possuem penas entre os olhos e o bico. Quanto ao dimorfismo sexual, ele se apresenta apenas no peso e no tamanho, com os machos sendo ligeiramente maiores.
As espécies do Hemisfério Norte são de plumagem predominantemente branca, enquanto as do Hemisfério Sul possuem uma mistura entre branco e preto. O Cisne-negro tem as penas quase totalmente pretas, com exceção a penas cinza-claro em suas asas que são visíveis apenas durante o voo; os filhotes de Cisne-negro são também de cor cinza-claro. Já o Cisne-de-pescoço-preto, como o nome já sugere, possui o corpo todo branco com o pescoço e cabeça pretos.
As patas dos cisnes são de cor cinza-escuro, a exceção do Cisne-de-pescoço-preto que apresenta patas de cor rosada. Quanto ao bico, as cores são mais variáveis: as quatro espécies subárticas possuem bicos com variáveis combinações de preto e amarelo, enquanto as demais possuem combinação entre vermelho e preto. Embora as aves não possuam dentes, os cisnes, assim como outras aves Anatidae possuem bordas serrilhadas no interior do bico, semelhantes a "pequenos dentes irregulares" que servem para filtrar ou capturar alimento de ambiente aquático. No Cisne-branco e no Cisne-de-pescoço-preto, em indivíduos de ambos os sexos, há uma protuberância acima do bico, que é maior nos machos

## Distribuição e Migrações
Os cisnes são naturalmente encontrados em ambientes temperados, raramente ocorrendo sua presença nos trópicos. Quando em grupo são chamados de "bandos". Quatro espécies ocorrem no Hemisfério Norte enquanto outras duas são encontradas no Hemisfério Sul: o Cisne-negro na Austrália e o Cisne-de-pescoço-preto na parte sul da América do Sul. Os cisnes estão completamente ausentes com populações selvagens na Ásia tropical, América Central, norte da América do Sul e África.
O Cisne-branco é parcialmente migratório, sendo residente em áreas da Europa Ocidental, mas totalmente migratório na Europa Oriental e Ásia. O cisne-bravo e o Cisne-da-tundra são totalmente migratórios, e os cisnes trombeteiros são quase inteiramente migratórios. Há alguma evidencia de que o Cisne-de-pescoço-preto é migratório mas estudos detalhados não estabeleceram se esses movimentos são migração de longo ou curto alcance.

## Comportamento

### Alimentação
Os Cisnes podem encontrar alimento e se alimentar tanto em água quanto em terra. Eles são quase inteiramente herbívoros, embora possam comer uma variedade de pequenos animais. Na água, o alimento é obtido por meio de babugem, e sua dieta é composta pelas raízes, tubérculos, caules e folhas de plantas aquáticas e submersas.

### Monogamia
Cisnes tem um parceiro por toda a vida e normalmente se unem antes mesmo de iniciar a vida sexual. O Cisne-trombeteiro, por exemplo, pode viver até 24 anos e começa sua vida sexual entre 4 e 7 anos, mas forma seu par monogâmico quando está com cerca de 20 meses. As separações entre esses casais são raras mas ocorrem; um estudo com Cisnes-brancos mostrou que a separação ocorre em cerca de 3% dos pares que se reproduzem e 9% dos que não se reproduzem. Os pares são mantidos mesmo quando as aves se reúnem em bandos e fazem migrações. Os ninhos constroem seus ninhos no chão, próximos da água e com cerca de 1m de diâmetro. Ao contrário dos patos e dos gansos, o cisne macho ajuda na construção do ninho e também se reveza com a fêmea na choca dos ovos. O tamanho médio do ovo (para o Cisne-branco) é de 113×74mm, pesando cerca de 340g, sendo postos de 4 a 7 ovos que levam um período de incubação de 34 a 45 dias. Os cisnes são altamente protetores, atacando qualquer coisa que considerem um risco para seu ninho e seus filhotes

## Espécies
| Imagem | Nome científico                     | Nome comum             | Descrição | Distribuição |
| ------ | ----------------------------------- | ---------------------- | --- | --- |
|        | Cygnus olor (Gmelin, 1789)          | Cisne-branco           | Todos os Cisnes-brancos são completamente brancos na maturidade. Seu bico é alaranjado com uma mancha negra no superior. A porção entre o bico e os olhos é nua e negra. Há uma carúncula também negra, acima do bico. Suas patas são cinza-escuras. | É uma espécie do Hemisfério Norte, de origem euroasiática que foi introduzida como ave ornamental em todo o mundo, com importante população nos Estados Unidos. |
|        | Cygnus atratus (Latham, 1790)       | Cisne-negro            | Um animal de migração errática, dependendo de condições climáticas. Possui um padrão de penas negras quase que inteiramente, à exceção das asas que possuem penas brancas só descobertas em voo. Seu bico é vermelho com uma mancha branca na ponta do superior. Ele não apresenta carúncula. Suas patas são cinza num tom quase preto. | Uma das duas espécies do Hemisfério Sul, é um animal comum na Austrália, com populações nas zonas úmidas do sudoeste e leste australiano e suas ilhas adjacentes. |
|        | Cygnus melancoryphus (Molina, 1782) | Cisne-de-pescoço-preto | É o menor dos cisnes. Apresenta o corpo coberto de penas brancas, com o pescoço e cabeça cobertos por penas pretas. Há um "risco" de penas brancas que partem do bico em direção aos olhos e seguem. Seu bico é cinza-escuro, com uma proeminente carúncula vermelha acima dele. Suas patas são te uma tonalidade vermelho pálido. | A outra de duas espécies originárias do Hemisfério Sul, habita o sul da América do Sul, principalmente ao sul do Brasil, Paraguai, Chile, quase toda a Argentina e todo o Uruguai |
|        | Cygnus cygnus (Linnaeus, 1758)      | Cisne-bravo            | Também é conhecido como "Cisne-comum". Suas penas são todas brancas. Seu bico tem a ponta preta e a base amarela, com quantidade variável por indivíduo. Há uma pele nua e amarela por detrás da base do bico que vai até um círculo fino em volta dos olhos. Este não apresenta carúncula. Seu pescoço é mais reto em comparação com os outros. | Cisnes do Hemisfério Norte, vivem na Islândia, Europa subártica e Ásia. Fazem migrações para regiões temperadas da Ásia e da Europa no Inverno |
|        | Cygnus buccinator Richardson, 1831  | Cisne-trombeteiro      | É o maior cisne nativo das Américas. Considerado muito semelhante ao Cisne-bravo, como seu equivalente americano. É quase completamente parecido com o Cisne-bravo, com exceção da porção amarela no bico e pele nua até os olhos, que no Cisne-trombeteiro são completamente negros. Também não possui carúncula e suas patas são negras. | É uma ave do Hemisfério Norte, nativa da América do Norte, habitando grande território do Canadá e dos Estados Unidos. |
|        | Cygnus columbianus (Ord, 1815)      | Cisne-da-Tundra        | É o menor cisne do Hemisfério Norte. Com duas subespécies reconhecidas, os cisnes dessa espécie carregam similaridades com outros cisnes com os quais dividem habitat. O Cisne-de-Bewick é idêntico em aparência ao Cisne-bravo(porem, menor). Já o Cisne-assobiador tem o bico quase todo negro, com exceção de uma pequena mancha amarela na base do mesmo, sendo mais parecido com o Cisne-trombeteiro(apesar de também ser bem menor que este). | Se reproduz nas regiões de Tundra do Ártico, passando o inverno nas regiões temperadas da Eurásia e América do Norte. Essa divergência nos leva a duas subespécies: - Cygnus columbianus bewickii(Cisne de Bewick) - A forma euroasiática que durante o inverno migra da região ártica da Rússia para o oeste europeu e leste asiático. - Cygnus columbianus columbianus(Cisne assobiador) - É a forma que habita a América do Norte |

O Coscoroba (Coscoroba coscoroba) da América do Sul, é a única espécie no gênero e por sua aparência não pode ser considerado um cisne verdadeiro. Sua posição filogênica não é completamente esclarecida. sendo que em alguns aspectos ele é mais parecido com os gansos e com as tadornas que com os cisnes: seu corpo é bem menor, seu pescoço não é tão alongado e suas pernas são mais longas em proporção. Não possuem a pele nua que comunica a base do bico com os olhos e seu bico é mais curto.

### Filogenia
| (Olor)   | C. olor (Gmelin, 1789) (Cisne-branco) |
|          | C. olor (Gmelin, 1789) (Cisne-branco) |
| (Cygnus) | \| \| C. buccinator Richardson, 1832 (Cisne-trombeteiro) \| \| \| \| \| \| C. cygnus (Linnaeus, 1758) (Cisne-bravo) \| \| \| \| \| \| C. columbianus (Ord, 1815) (Cisne da Tundra)[26] \| \| \| \| |
|          | \| \| C. buccinator Richardson, 1832 (Cisne-trombeteiro) \| \| \| \| \| \| C. cygnus (Linnaeus, 1758) (Cisne-bravo) \| \| \| \| \| \| C. columbianus (Ord, 1815) (Cisne da Tundra)[26] \| \| \| \| |
|          | C. buccinator Richardson, 1832 (Cisne-trombeteiro) |
|          | |
|          | C. cygnus (Linnaeus, 1758) (Cisne-bravo) |
|          | |
|          | C. columbianus (Ord, 1815) (Cisne da Tundra) |
|          | |

|  | C. buccinator Richardson, 1832 (Cisne-trombeteiro) |
|  |                                                    |
|  | C. cygnus (Linnaeus, 1758) (Cisne-bravo)           |
|  |                                                    |
|  | C. columbianus (Ord, 1815) (Cisne da Tundra)       |
|  |                                                    |

| (Olor)   | C. olor (Gmelin, 1789) (Cisne-branco) |
|          | C. olor (Gmelin, 1789) (Cisne-branco) |
| (Cygnus) | \| \| C. buccinator Richardson, 1832 (Cisne-trombeteiro) \| \| \| \| \| \| C. cygnus (Linnaeus, 1758) (Cisne-bravo) \| \| \| \| \| \| C. columbianus (Ord, 1815) (Cisne da Tundra)[26] \| \| \| \| |
|          | \| \| C. buccinator Richardson, 1832 (Cisne-trombeteiro) \| \| \| \| \| \| C. cygnus (Linnaeus, 1758) (Cisne-bravo) \| \| \| \| \| \| C. columbianus (Ord, 1815) (Cisne da Tundra)[26] \| \| \| \| |
|          | C. buccinator Richardson, 1832 (Cisne-trombeteiro) |
|          | |
|          | C. cygnus (Linnaeus, 1758) (Cisne-bravo) |
|          | |
|          | C. columbianus (Ord, 1815) (Cisne da Tundra) |
|          | |

|  | C. buccinator Richardson, 1832 (Cisne-trombeteiro) |
|  |                                                    |
|  | C. cygnus (Linnaeus, 1758) (Cisne-bravo)           |
|  |                                                    |
|  | C. columbianus (Ord, 1815) (Cisne da Tundra)       |
|  |                                                    |

| (Olor)   | C. olor (Gmelin, 1789) (Cisne-branco) |
|          | C. olor (Gmelin, 1789) (Cisne-branco) |
| (Cygnus) | \| \| C. buccinator Richardson, 1832 (Cisne-trombeteiro) \| \| \| \| \| \| C. cygnus (Linnaeus, 1758) (Cisne-bravo) \| \| \| \| \| \| C. columbianus (Ord, 1815) (Cisne da Tundra)[26] \| \| \| \| |
|          | \| \| C. buccinator Richardson, 1832 (Cisne-trombeteiro) \| \| \| \| \| \| C. cygnus (Linnaeus, 1758) (Cisne-bravo) \| \| \| \| \| \| C. columbianus (Ord, 1815) (Cisne da Tundra)[26] \| \| \| \| |
|          | C. buccinator Richardson, 1832 (Cisne-trombeteiro) |
|          | |
|          | C. cygnus (Linnaeus, 1758) (Cisne-bravo) |
|          | |
|          | C. columbianus (Ord, 1815) (Cisne da Tundra) |
|          | |

|  | C. buccinator Richardson, 1832 (Cisne-trombeteiro) |
|  |                                                    |
|  | C. cygnus (Linnaeus, 1758) (Cisne-bravo)           |
|  |                                                    |
|  | C. columbianus (Ord, 1815) (Cisne da Tundra)       |
|  |                                                    |

| (Olor)   | C. olor (Gmelin, 1789) (Cisne-branco) |
|          | C. olor (Gmelin, 1789) (Cisne-branco) |
| (Cygnus) | \| \| C. buccinator Richardson, 1832 (Cisne-trombeteiro) \| \| \| \| \| \| C. cygnus (Linnaeus, 1758) (Cisne-bravo) \| \| \| \| \| \| C. columbianus (Ord, 1815) (Cisne da Tundra)[26] \| \| \| \| |
|          | \| \| C. buccinator Richardson, 1832 (Cisne-trombeteiro) \| \| \| \| \| \| C. cygnus (Linnaeus, 1758) (Cisne-bravo) \| \| \| \| \| \| C. columbianus (Ord, 1815) (Cisne da Tundra)[26] \| \| \| \| |
|          | C. buccinator Richardson, 1832 (Cisne-trombeteiro) |
|          | |
|          | C. cygnus (Linnaeus, 1758) (Cisne-bravo) |
|          | |
|          | C. columbianus (Ord, 1815) (Cisne da Tundra) |
|          | |

|  | C. buccinator Richardson, 1832 (Cisne-trombeteiro) |
|  |                                                    |
|  | C. cygnus (Linnaeus, 1758) (Cisne-bravo)           |
|  |                                                    |
|  | C. columbianus (Ord, 1815) (Cisne da Tundra)       |
|  |                                                    |

## Na Cultura

### Como alimento
Nos tempos da rainha britânica Elizabeth I a carne de cisne era considerada um alimento de luxo. Uma receita da época é usual ainda hoje.
Atualmente, todos os cisnes brancos selvagens são de propriedade da rainha Elizabeth II, e se alguém machucar uma dessas aves será processado pela rainha em pessoa. Essa regra remonta ao século XII, quando os cisnes eram contados e examinados e foi quando a coroa reivindicou a propriedade dos cisnes para garantir o fornecimento de aves para banquetes.

### Na Literatura, Música, Cinema e Teatro

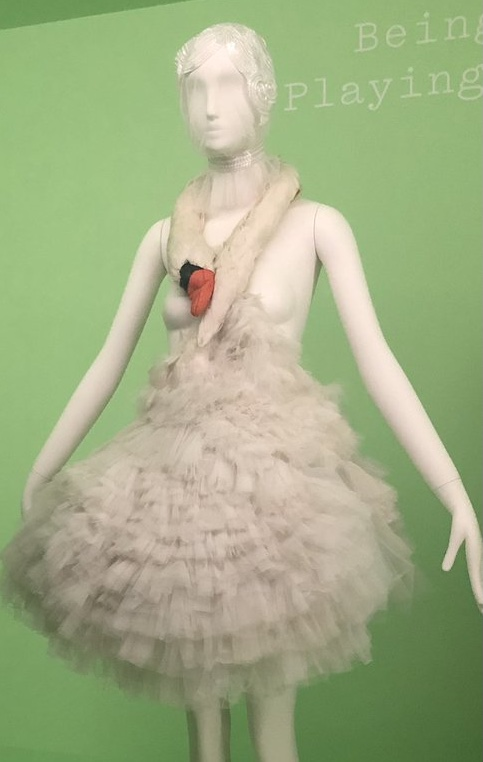
Vestido de Cisne desenhado por Marjan Pejoski, usado pela cantora islândesa Björk no Oscar de 2001.

- O Patinho Feio, um conto de Hans Christian Andersen
- Os Seis Cisnes, um conto dos Irmãos Grimm
- O Lago dos Cisnes, um ballet
- Cisne Negro Companhia de Dança (Brasil)
- O feitiço Patrono da personagem Cho Chang da série de livros Harry Potter é um cisne prateado.
- Cisne Negro (filme), filme estrelado por Natalie Portman e Vincent Cassel
- O álbum Vespertine da cantora islandesa Björk possui a figura de um cisne em sua capa.
- O Vestido de Cisne usado por Björk na 73ª edição do Oscar.

### Na Heráldica
O cisne é uma figura comum na heráldica, sendo adotado em inúmeros brasões e escudos de localidades diversas. Os cisnes aparecem na face nacional das moedas de euro finlandesas

Brasão de armas de Camberra, Austrália
O cisne-negro é associado com o estado australiano da Austrália Ocidental
Brasão de armas de Joutseno, Finlândia
Brasão de armas de Jonava, Lituânia
Brasão de armas de Horgen, Suíça
Brasão de armas de Unterschwaningen, Alemanha
Bandeira de Buckinghamshire, condado inglês
Brasão de armas da Austrália Ocidental (cisne-negro)
Escudo do município de Cisneros, Espanha
Brasão da comuna de Cisnes, Chile

### Em pinturas

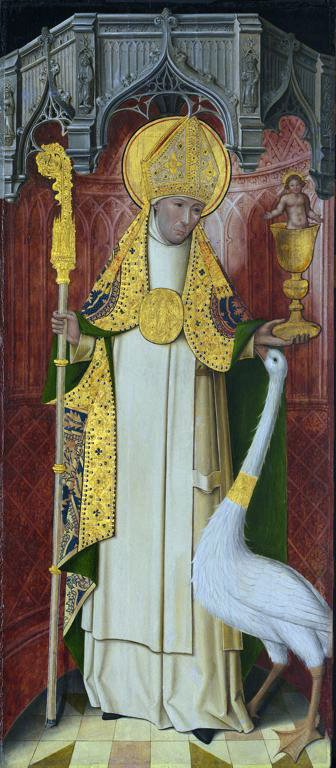
Hugo de Avalon e seu cisne
Banquete de casamento de Boyar(Konstantin Makovsky, 1883)
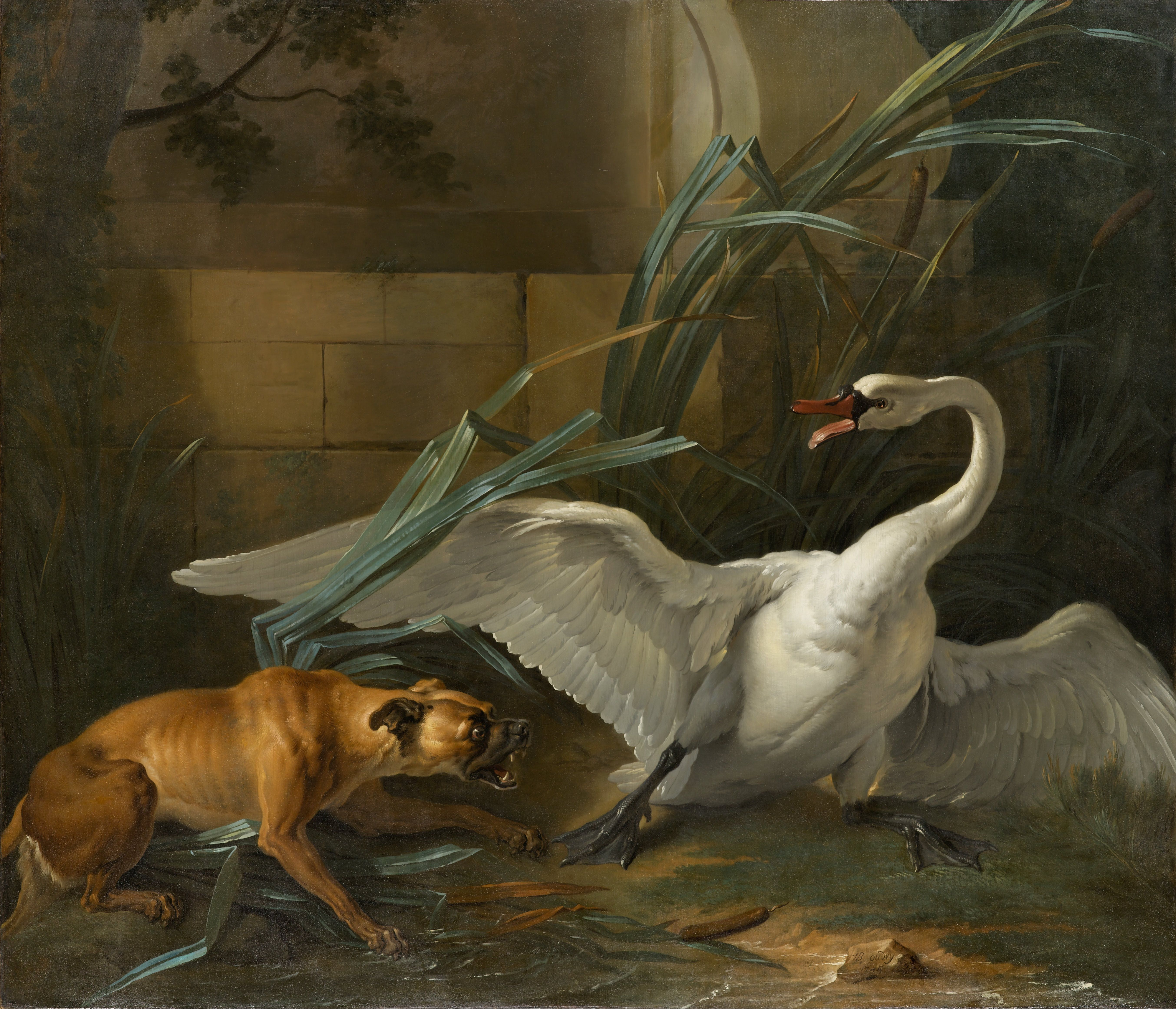
Cisne atacado por um cachorro(Jean-Baptiste Oudry, 1745)
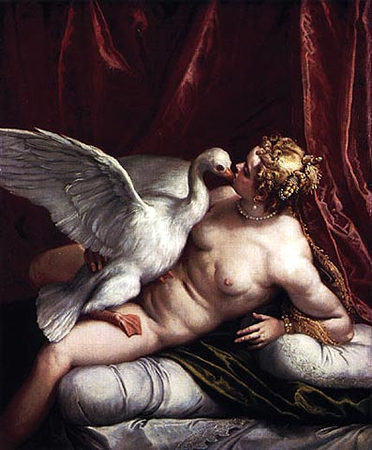
Leda e o Cisne(Paolo Veronese, 1585)

### No esporte
O clube galês de futebol Swansea City usa um cisne como mascote, inclusive o animal aparece em seu escudo. O animal é símbolo da cidade onde o clube está sediado.

### Em diversos
- O nome em latim Cygnus é o nome de uma constelação composta por 50 estrelas que lembra a figura de um cisne de asas abertas.
- A segunda maior cidade do País de Gales tem seu nome em inglês Swansea que significa Mar do cisne.

## Galeria

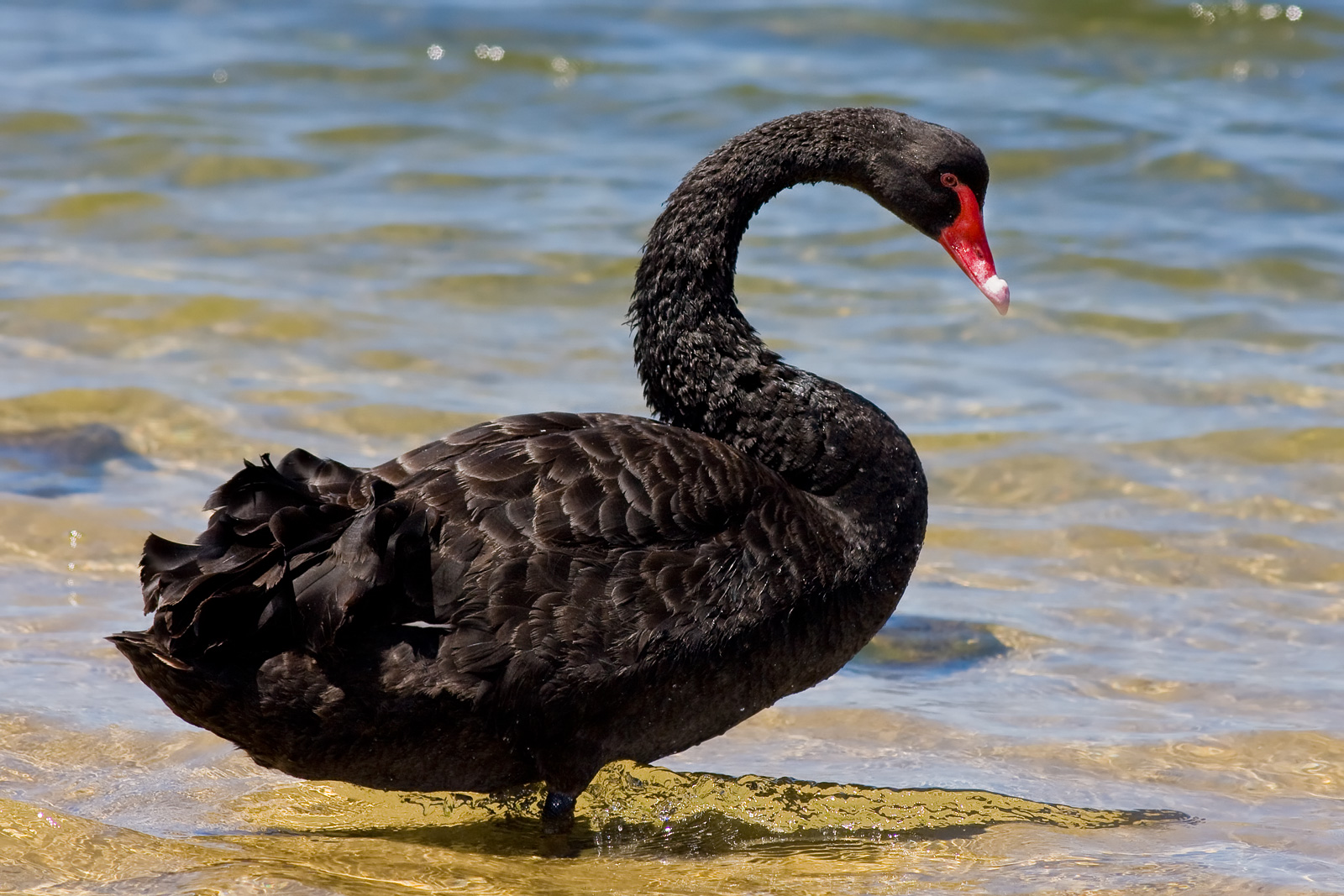
Cisne-negro.
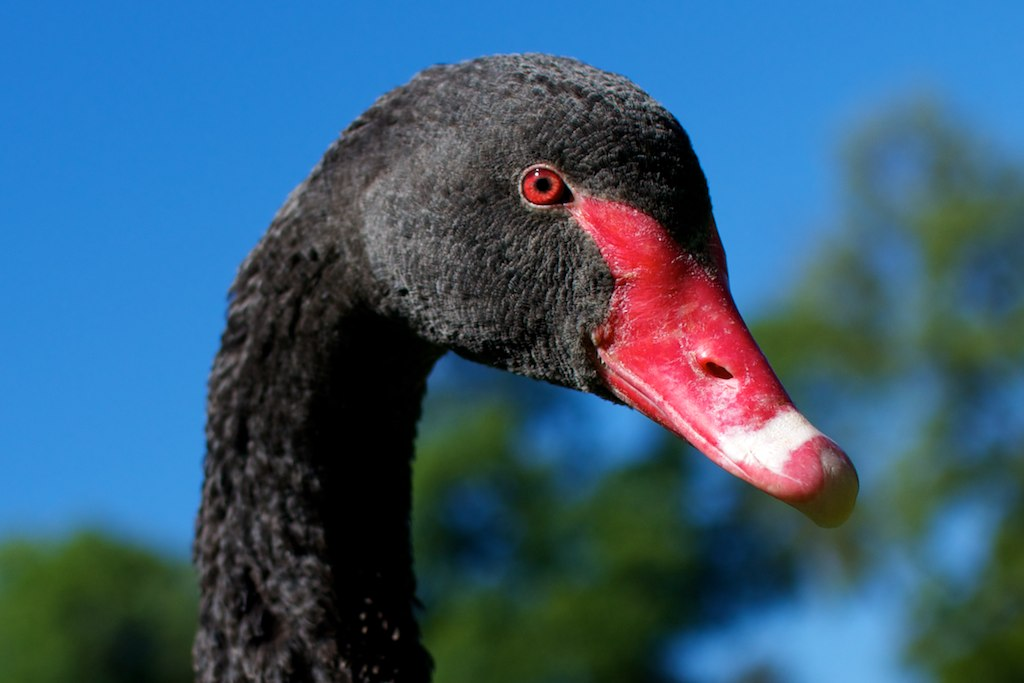
Cabeça de um cisne-negro.
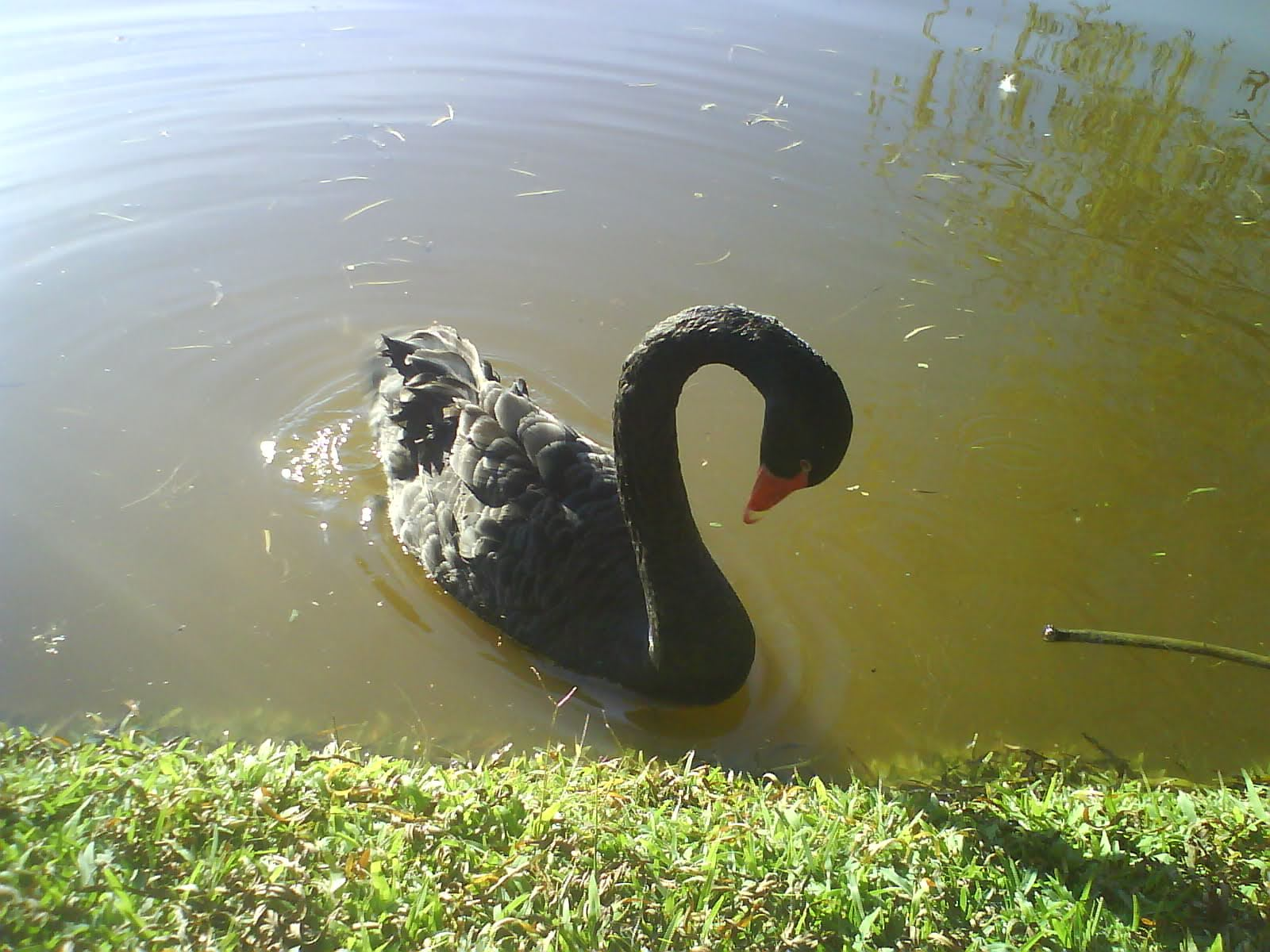
Cisne-negro(Cygnus atratus) no jardim Botânico de Porto Alegre
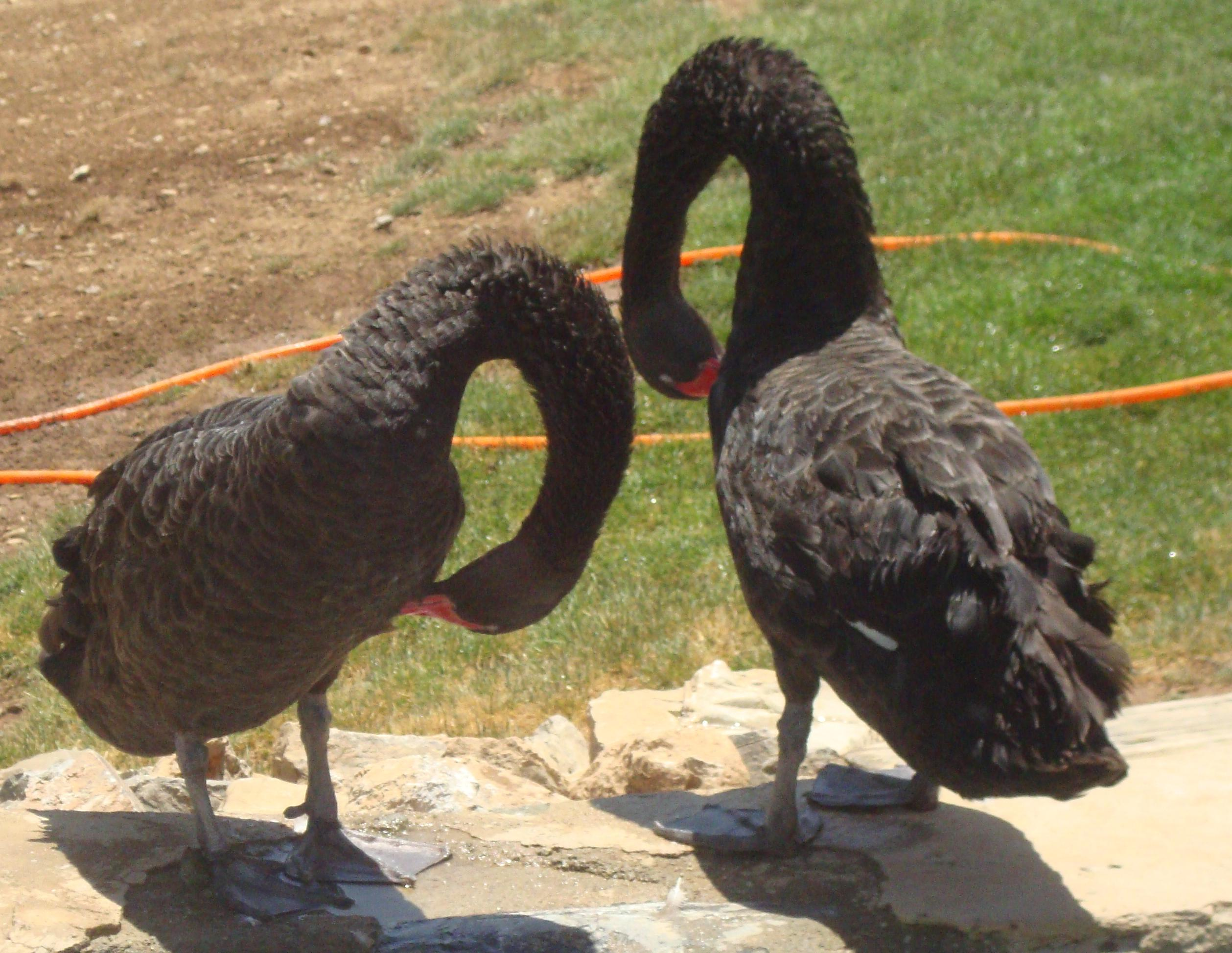
Um casal de cisnes-negros.
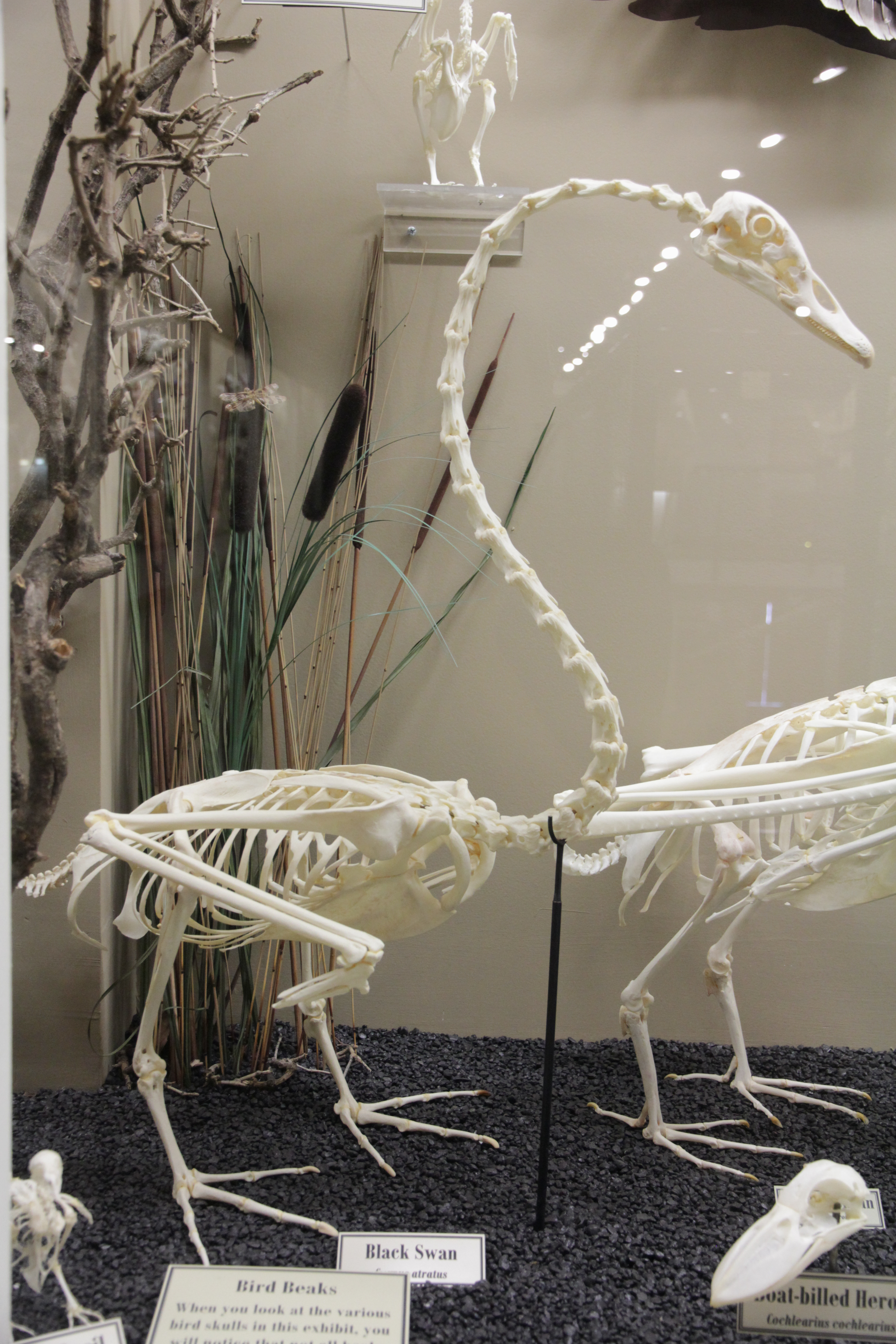
Esqueleto de um Cisne-Negro
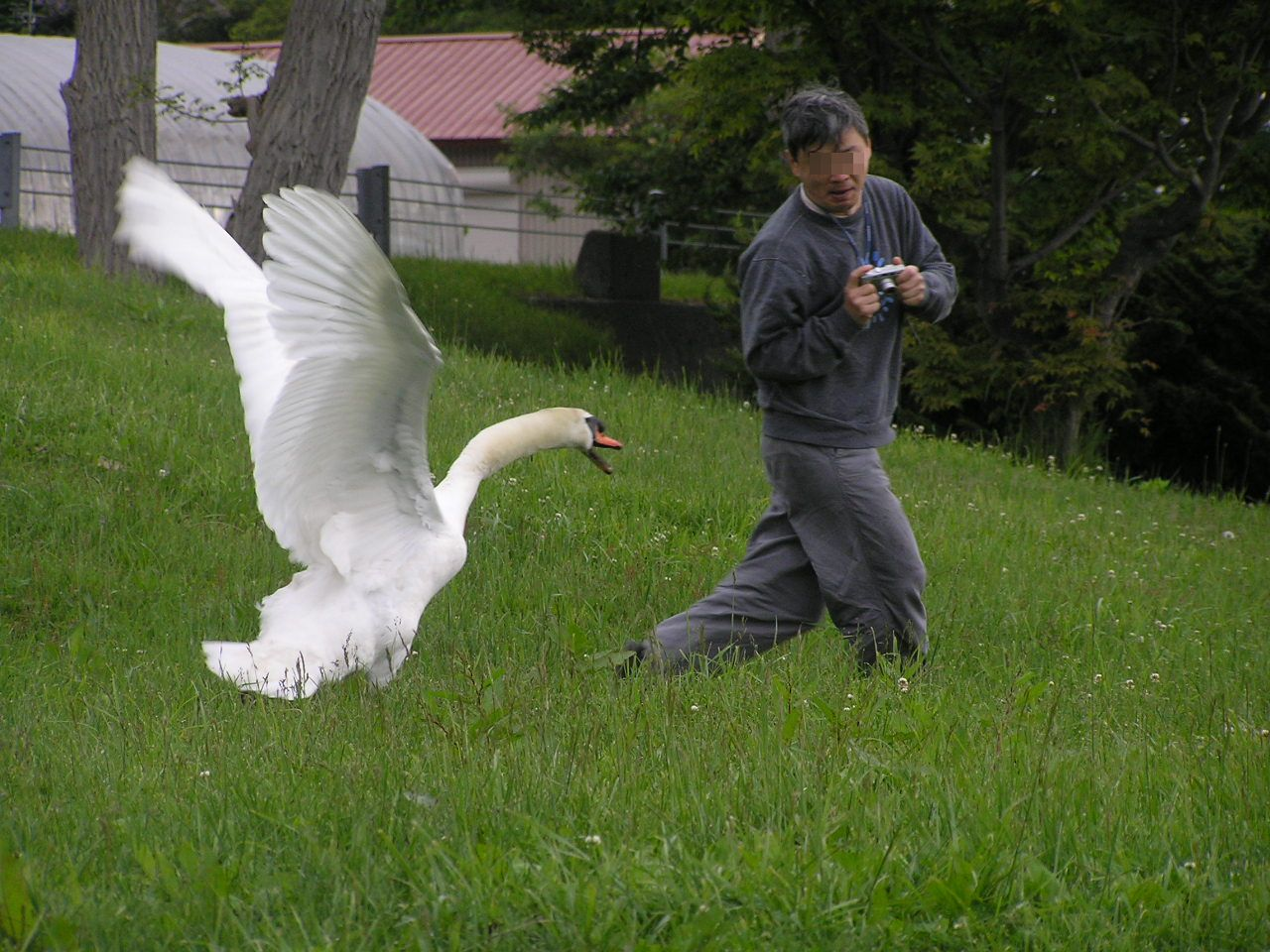
Um Cisne-branco atacando um homem em Toyako, Japão
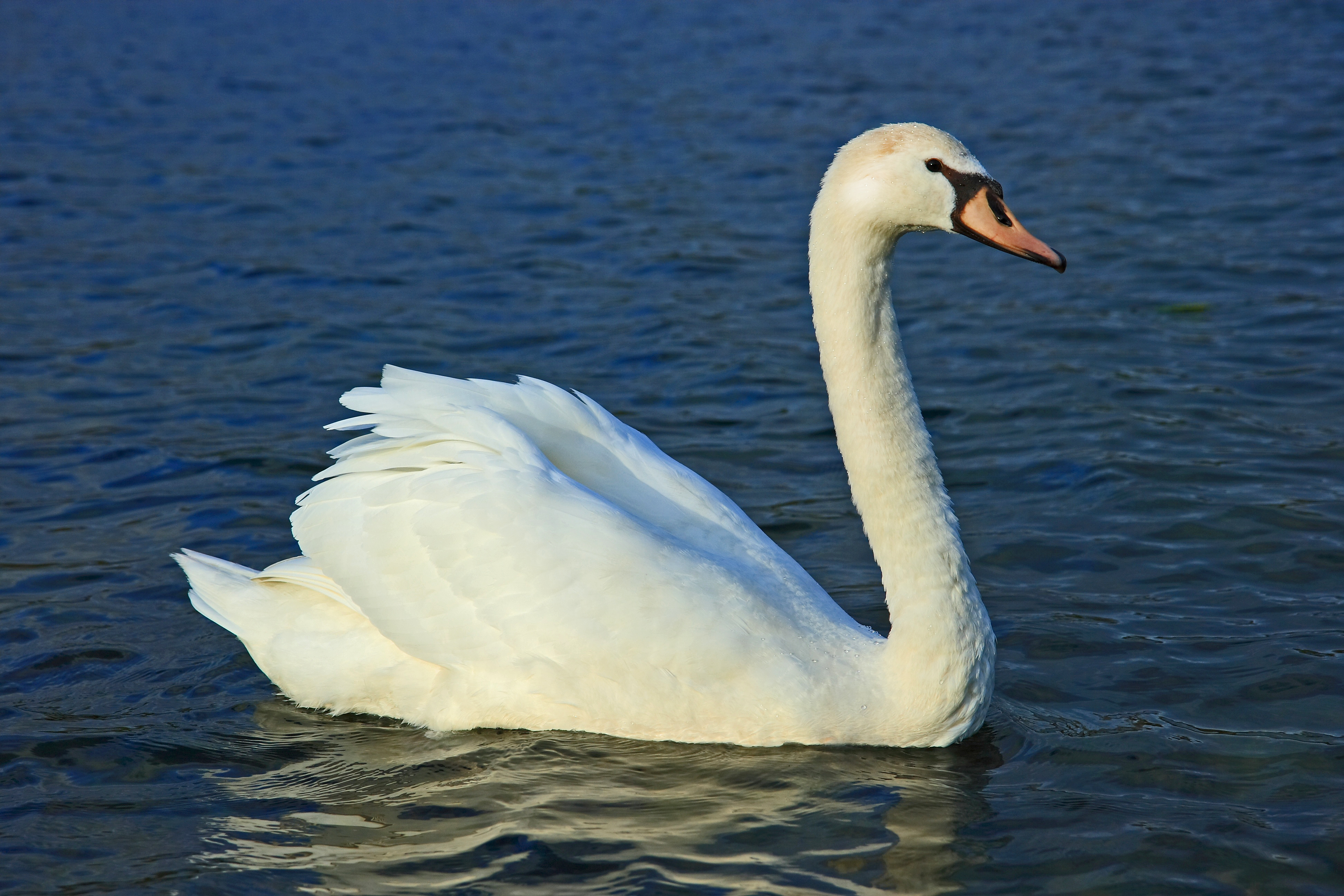
Cisne-branco em nado.
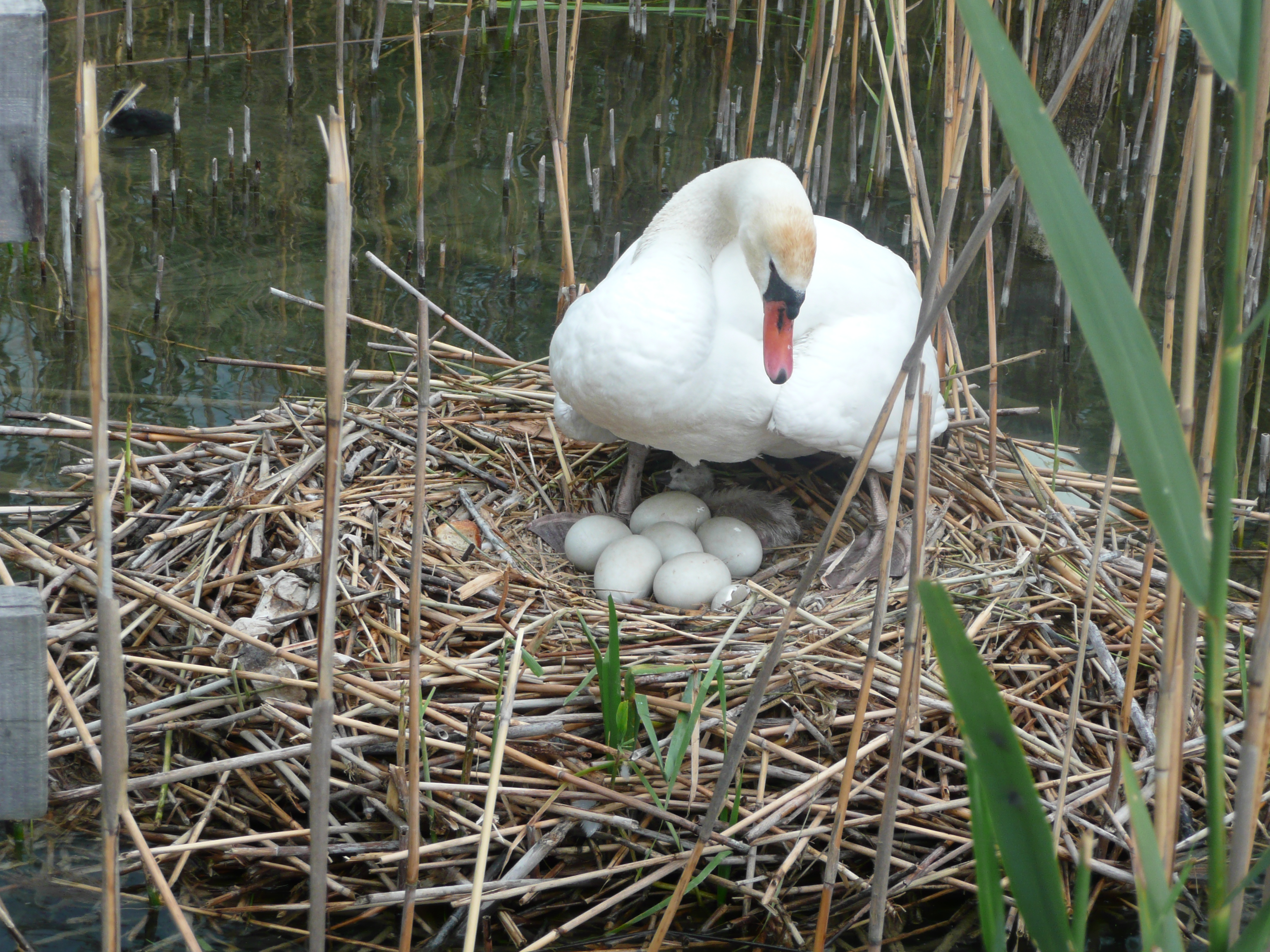
Um cisne-branco em seu ninho.
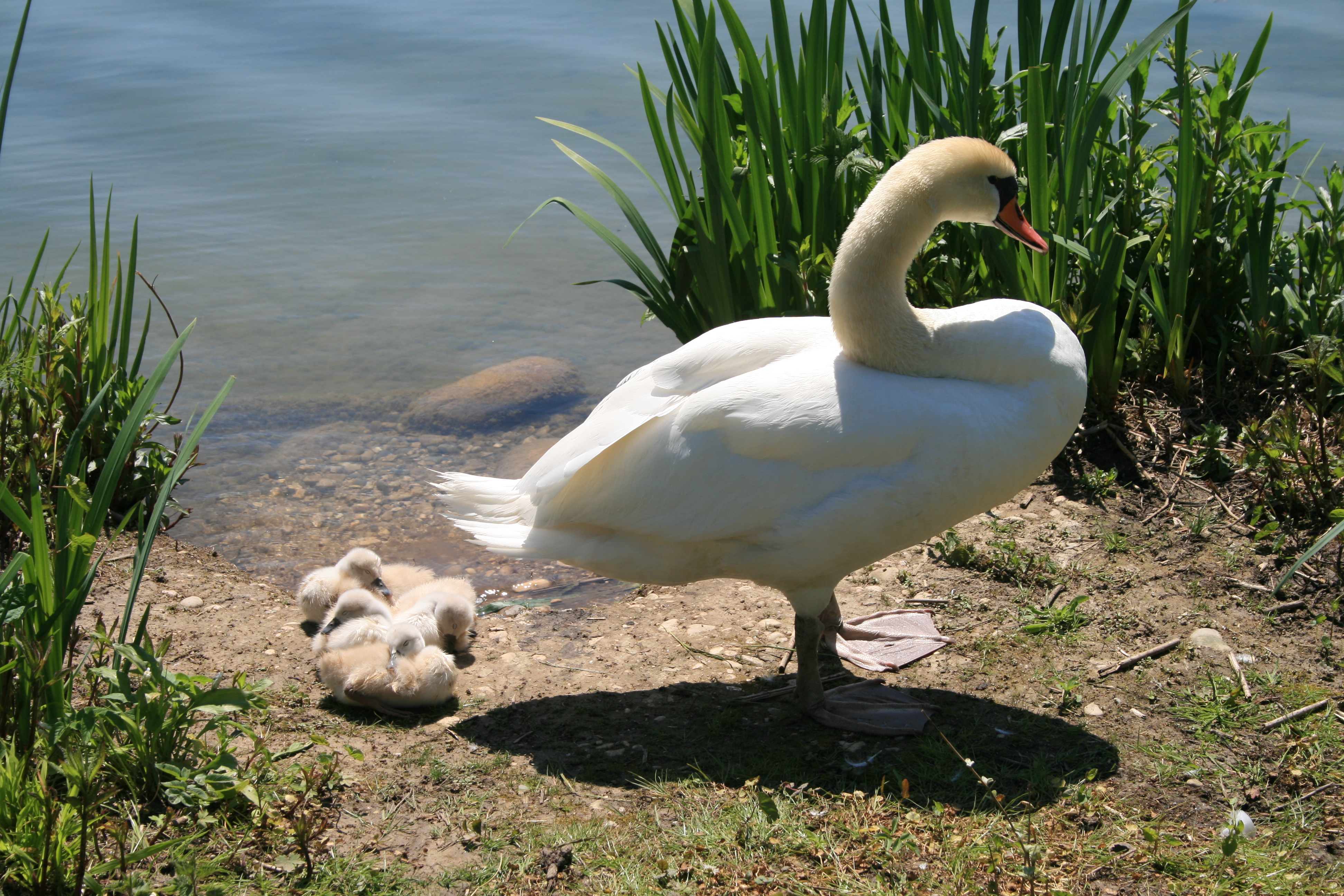
Um cisne-branco com seus filhotes.
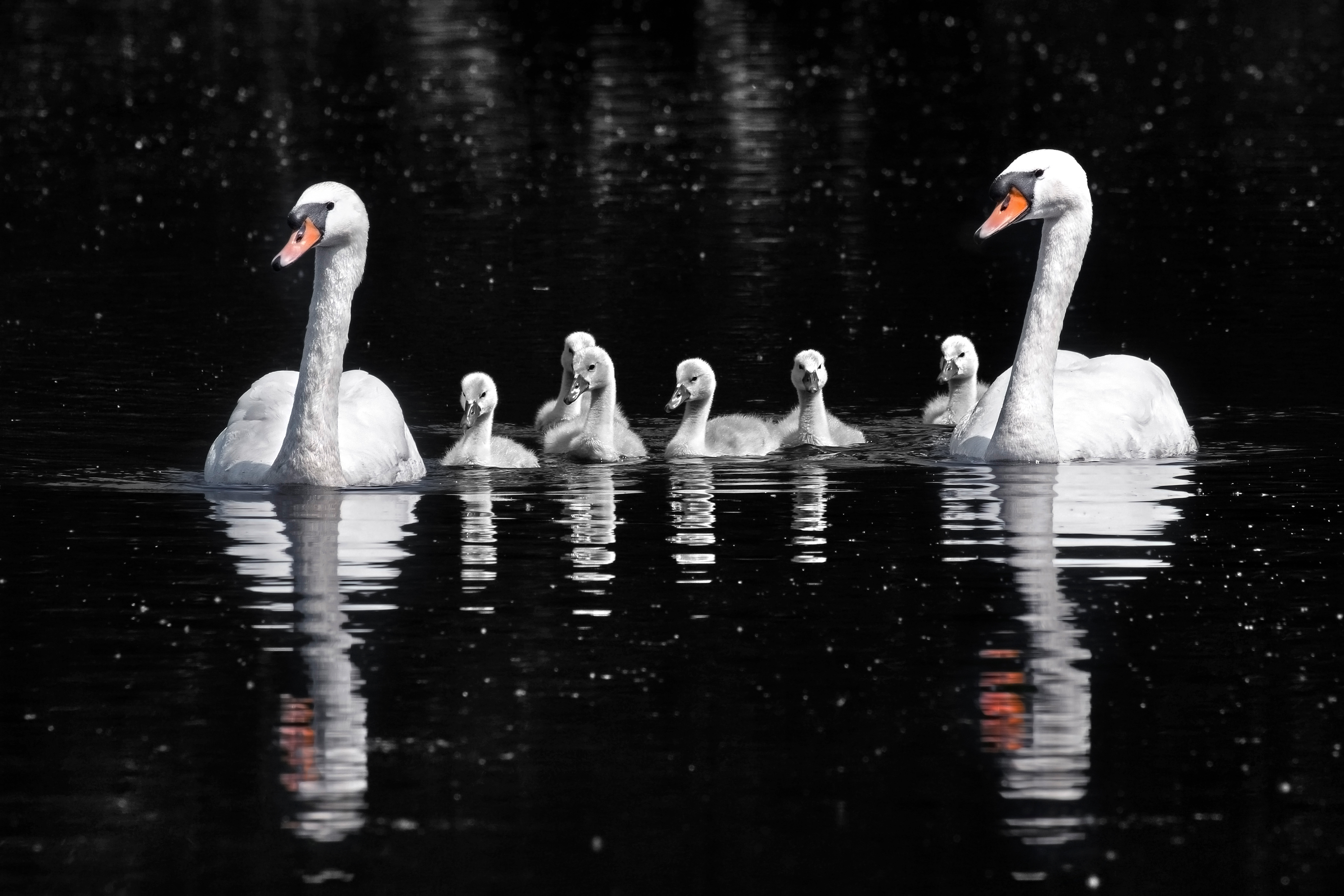
Família de Cisnes-brancos.
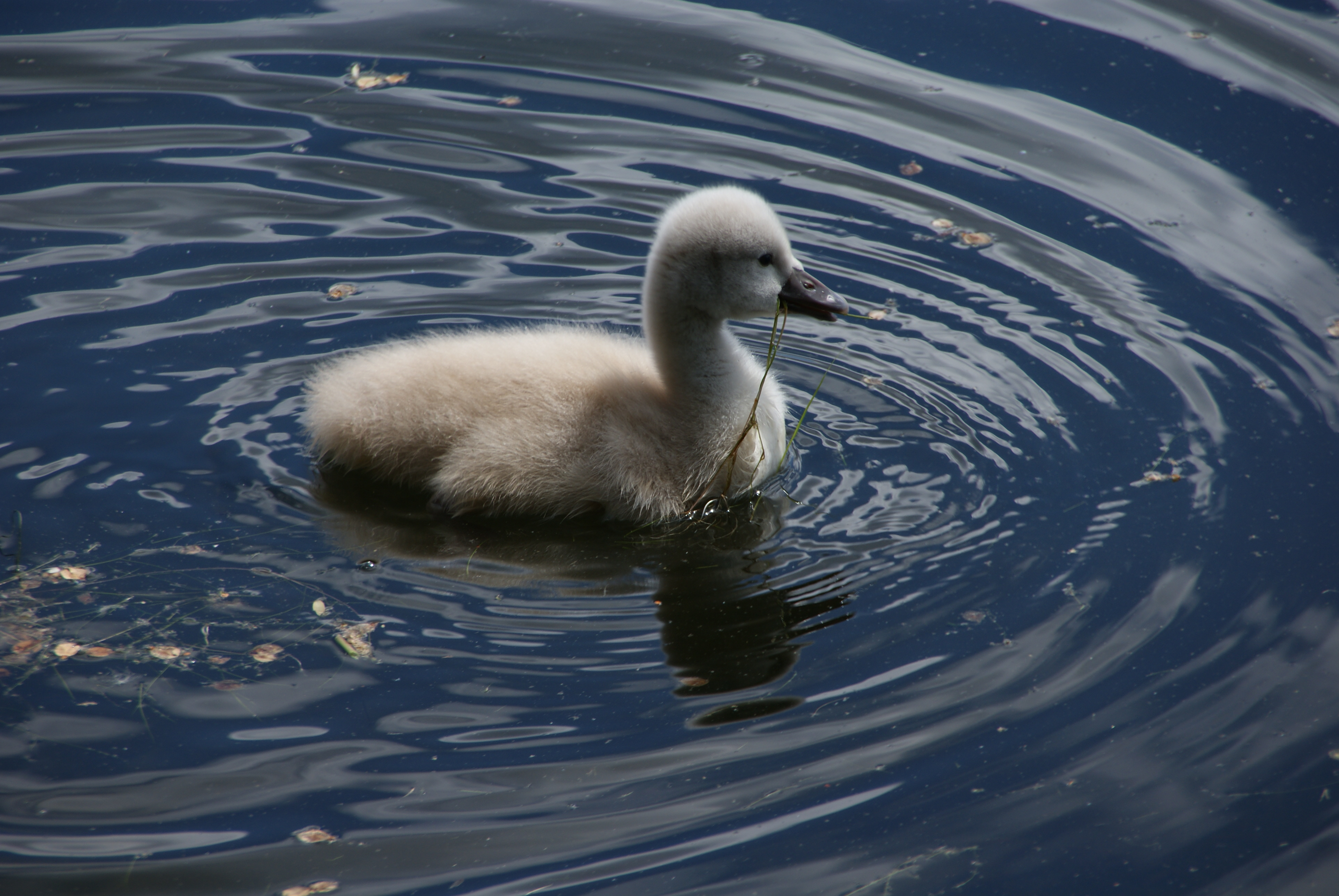
Um filhote de cisne-branco.
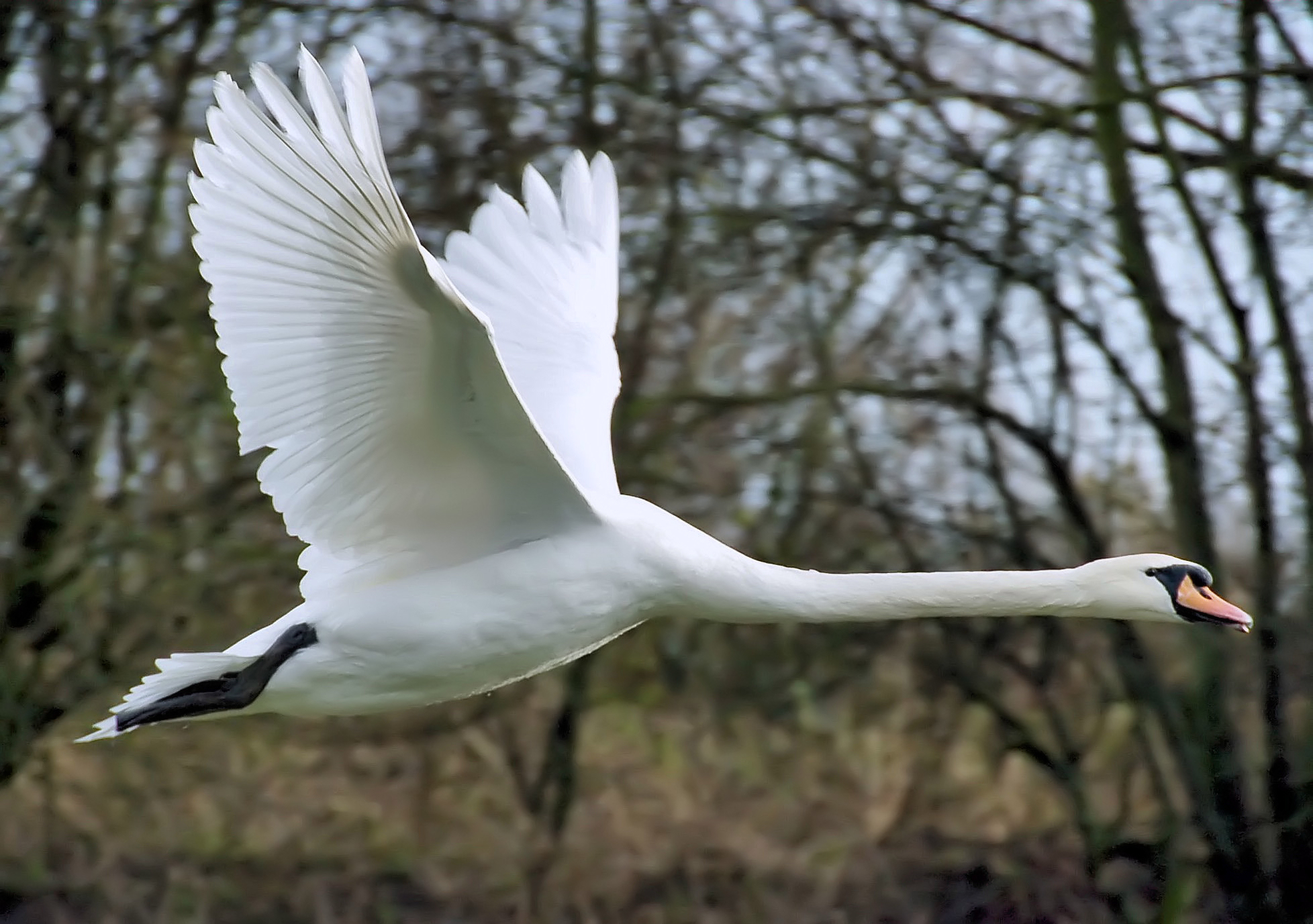
Cisne-branco em voo
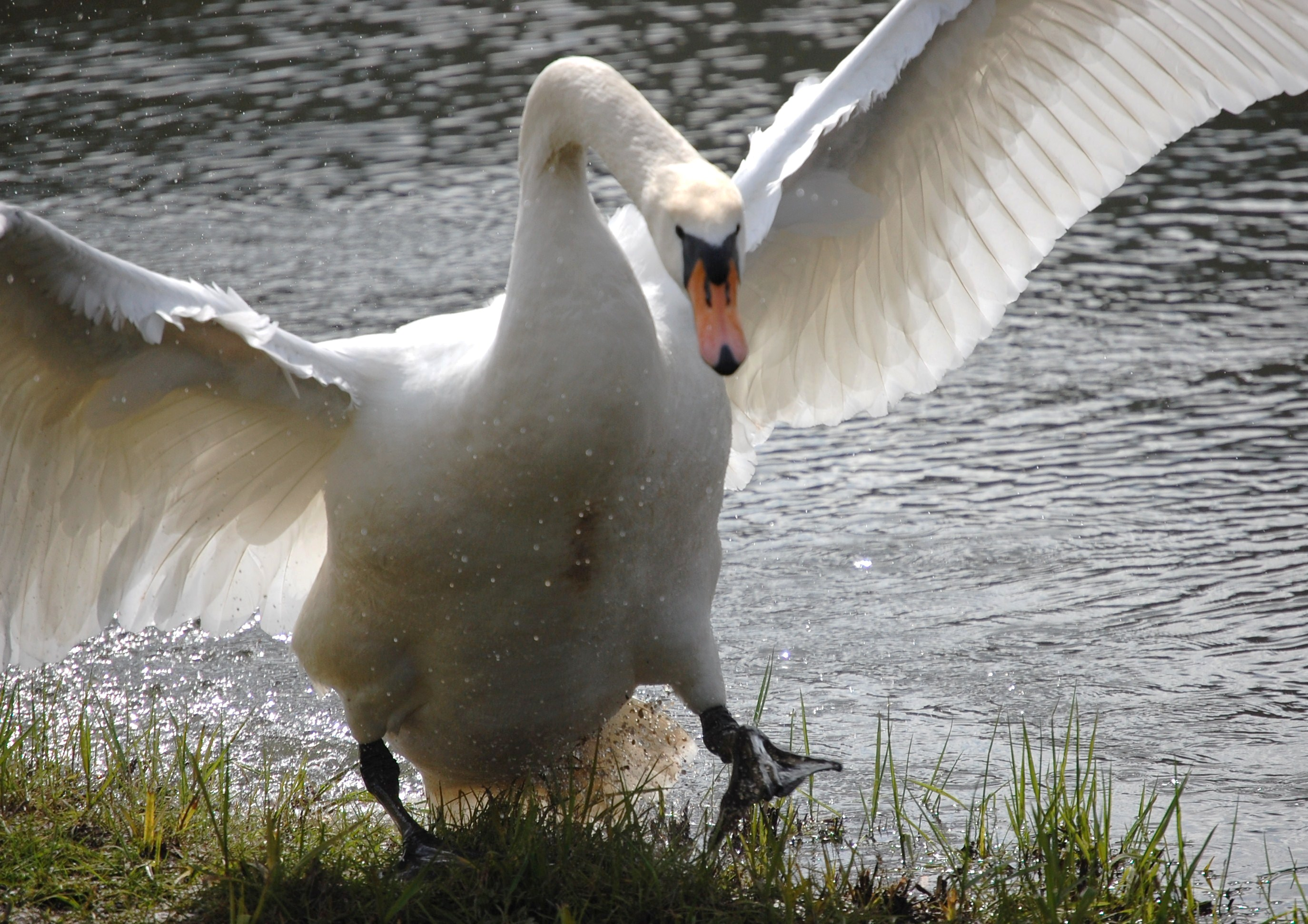
Cisne-branco em pouso.
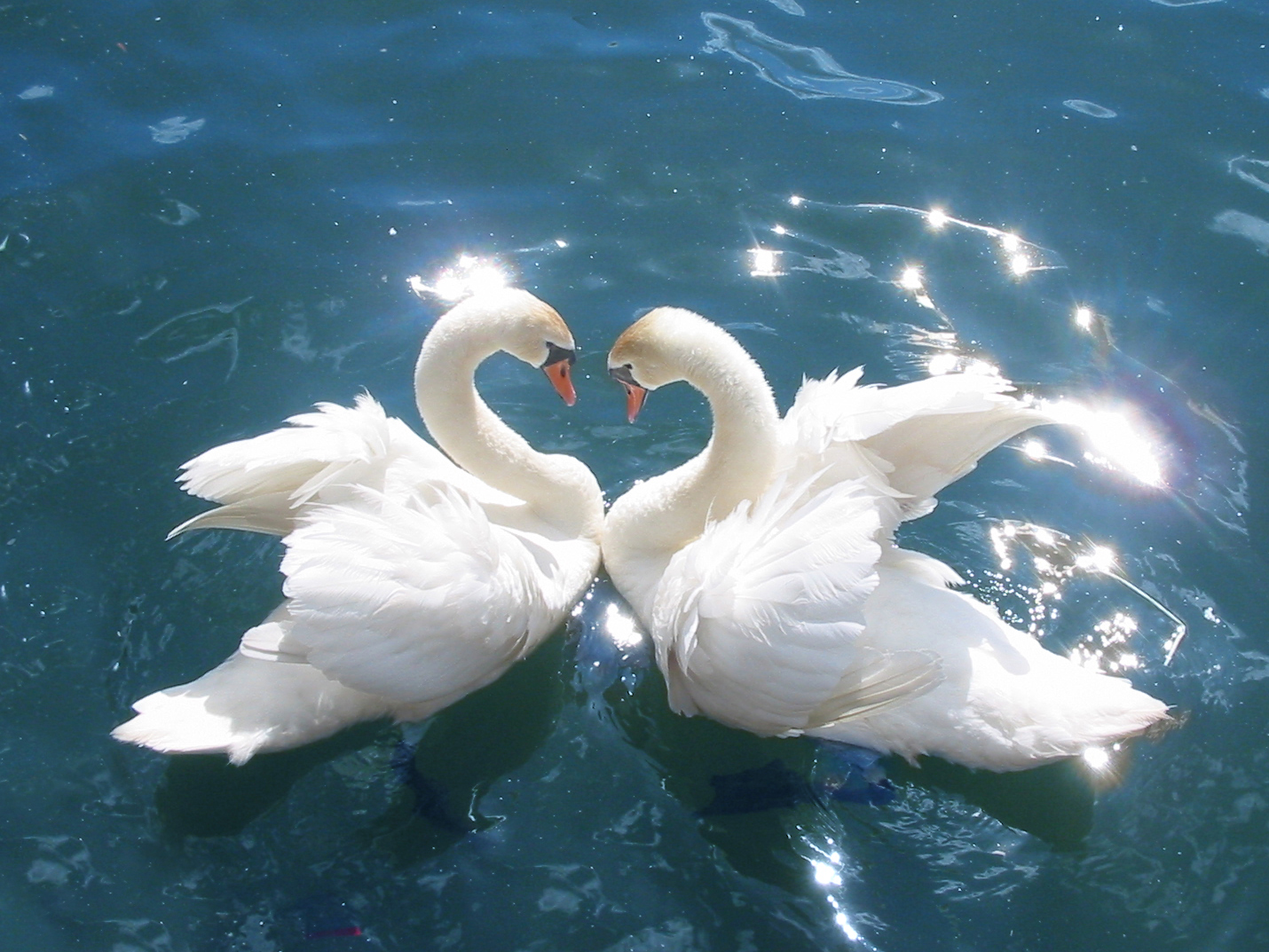
Um casal de cisnes-brancos.
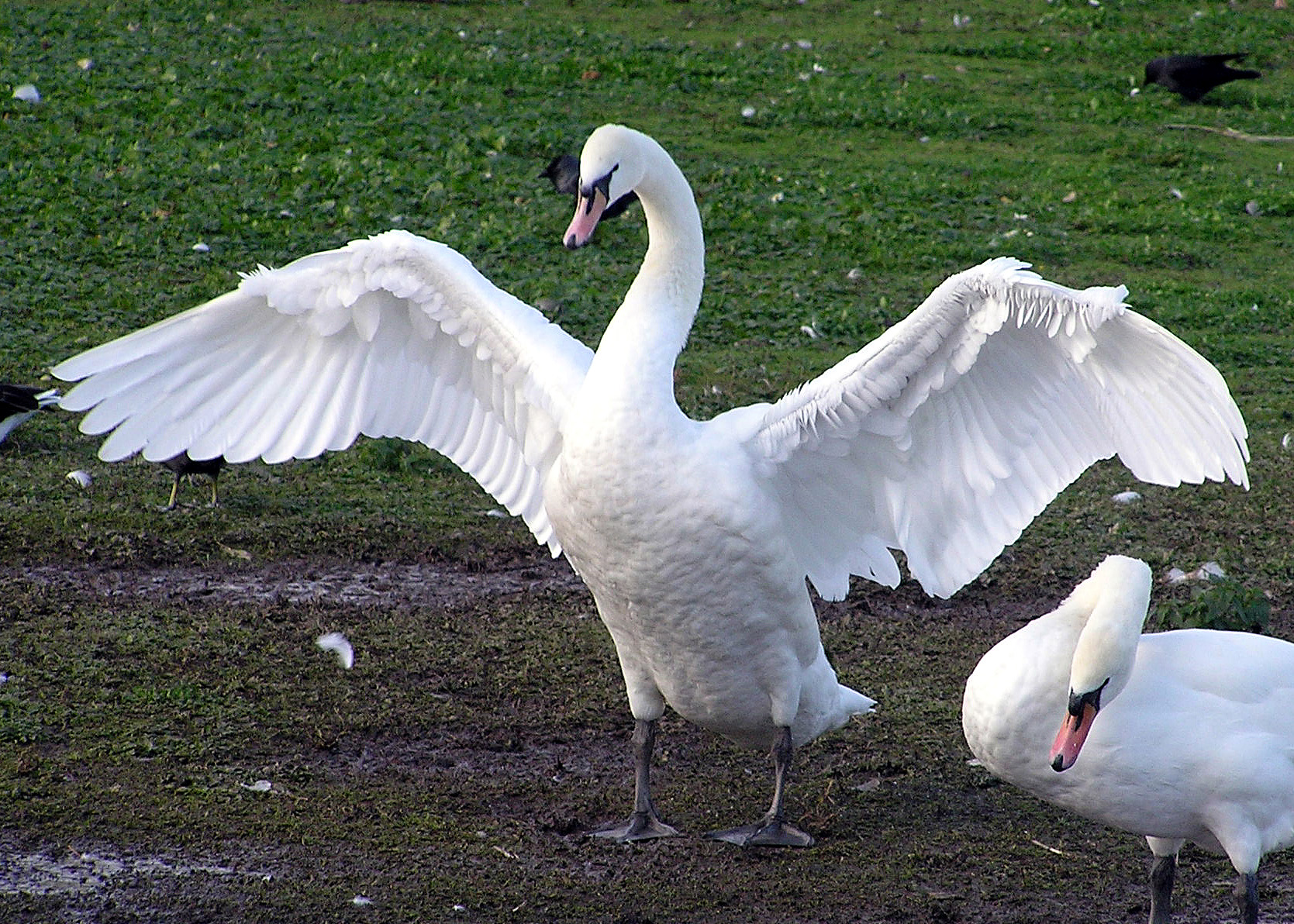
Um cisne-branco abrindo suas asas.
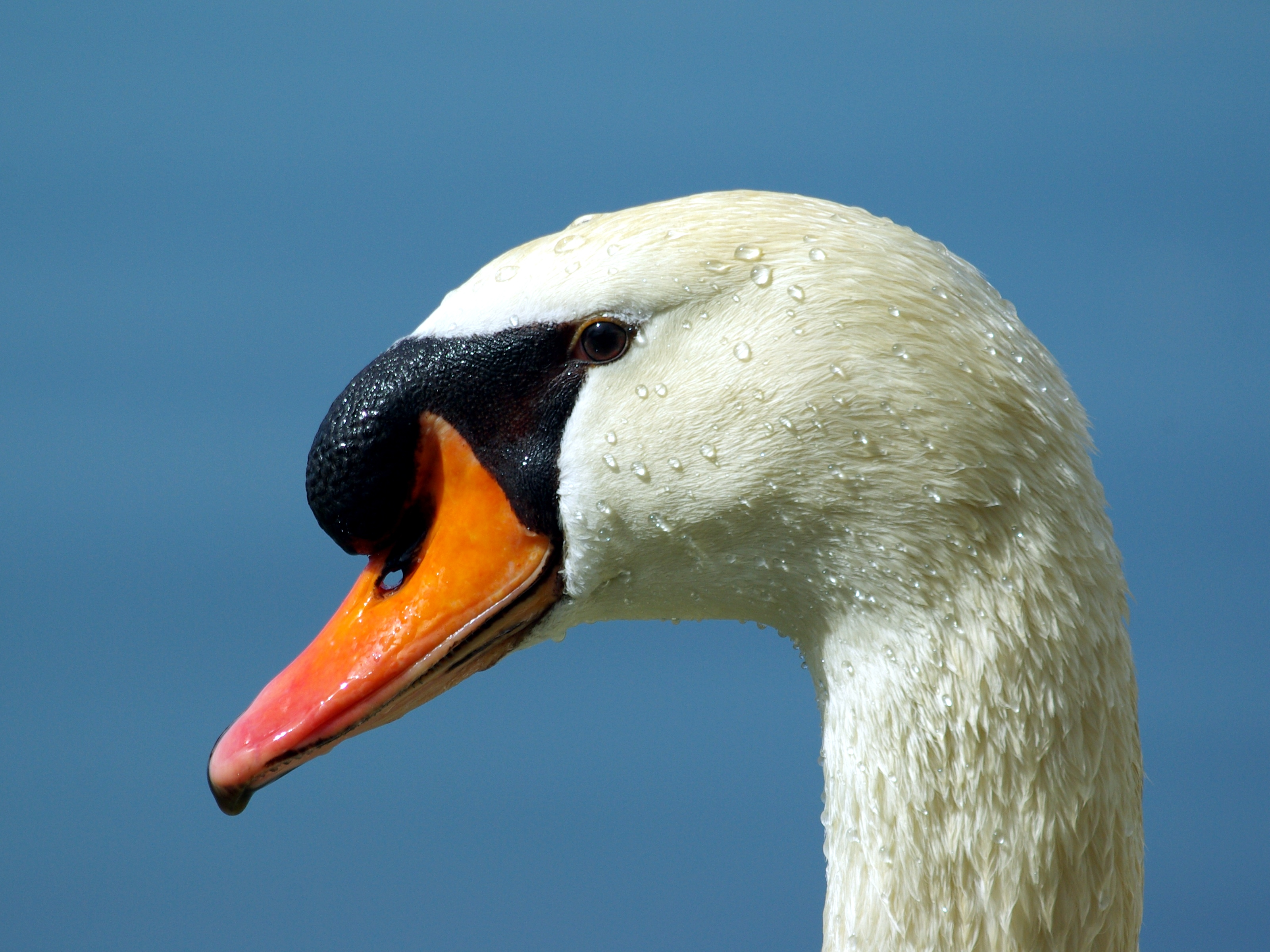
Cabeça de um cisne-branco.
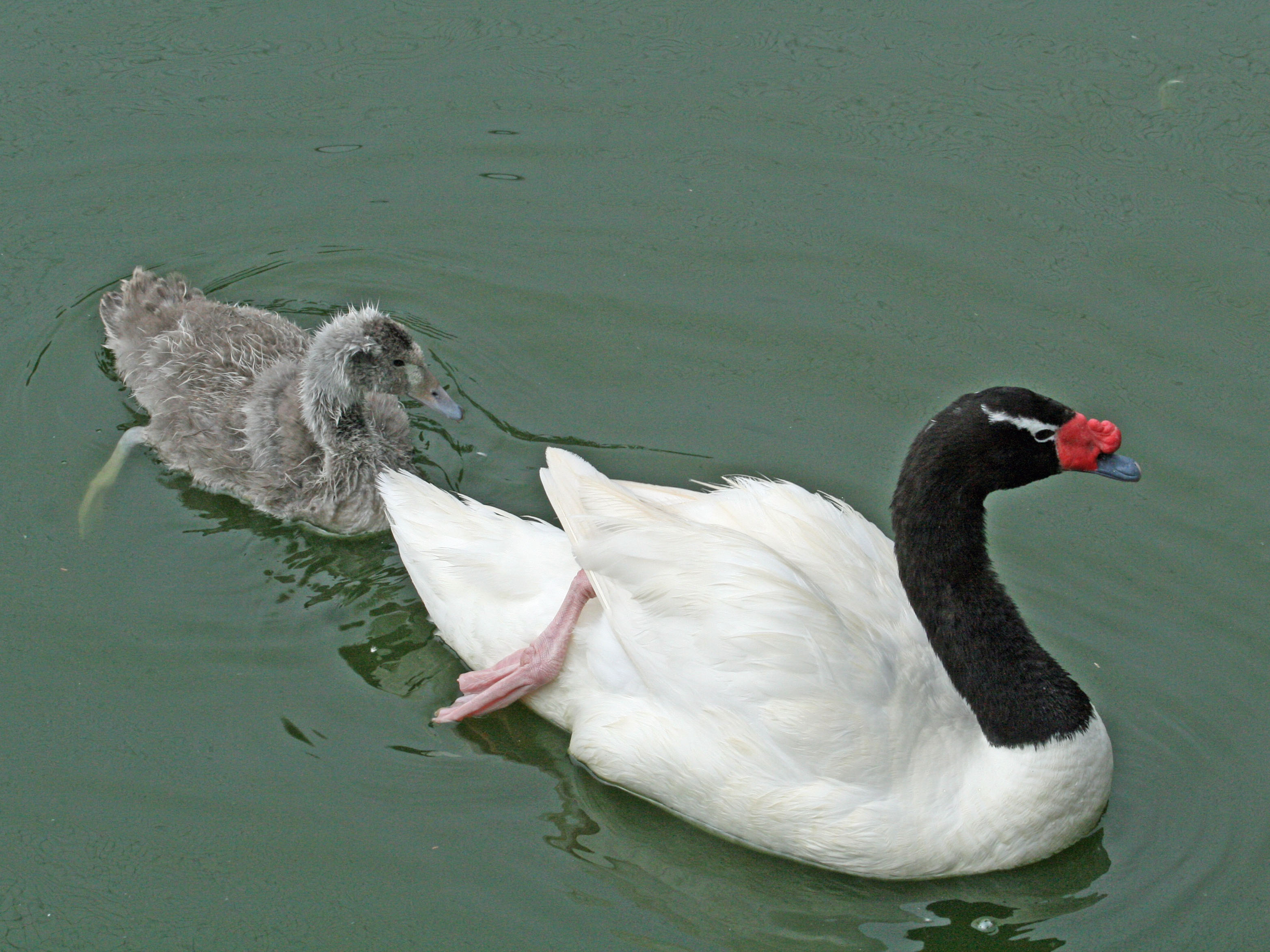
Um Cisne-de-pescoço-preto com seu filhote.
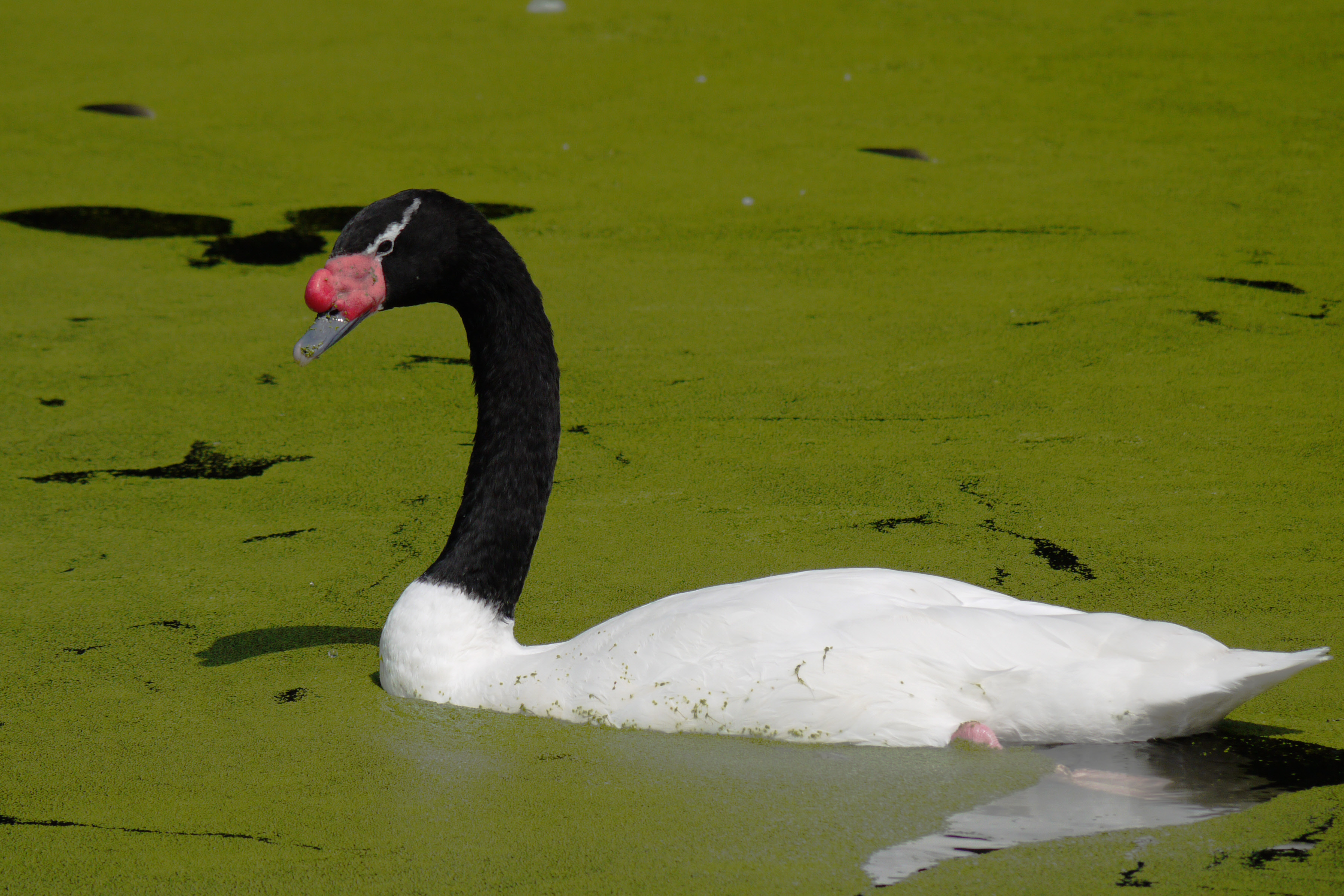
Um Cisne-de-pescoço-preto nadando em área pantanosa.
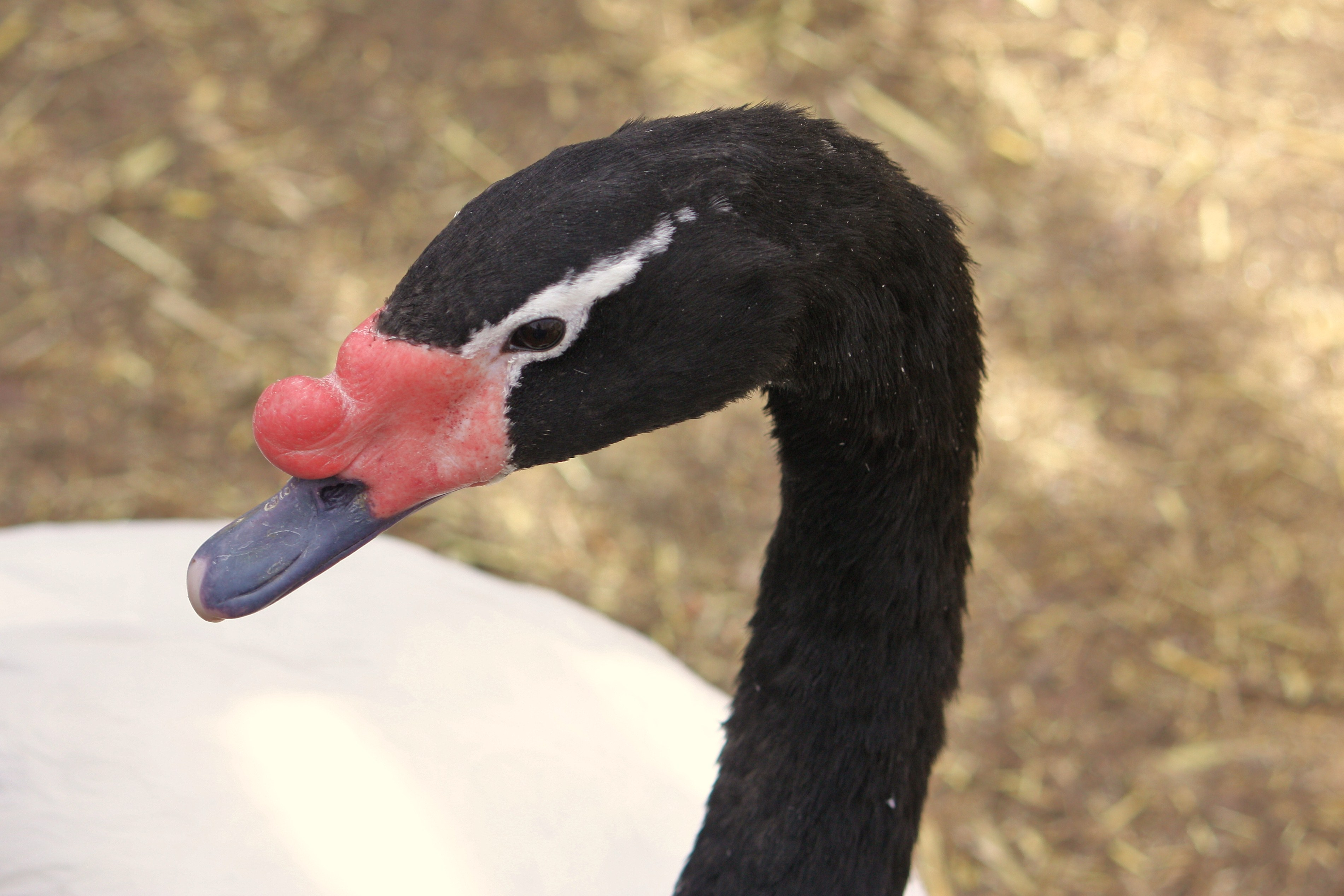
Cabeça de um cisne-de-pescoço-preto
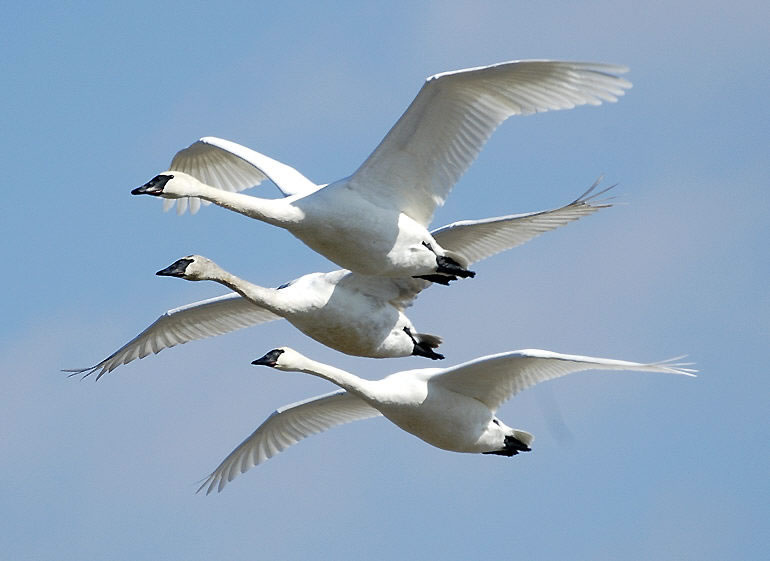
Três cisnes-trombeteiros em voo.
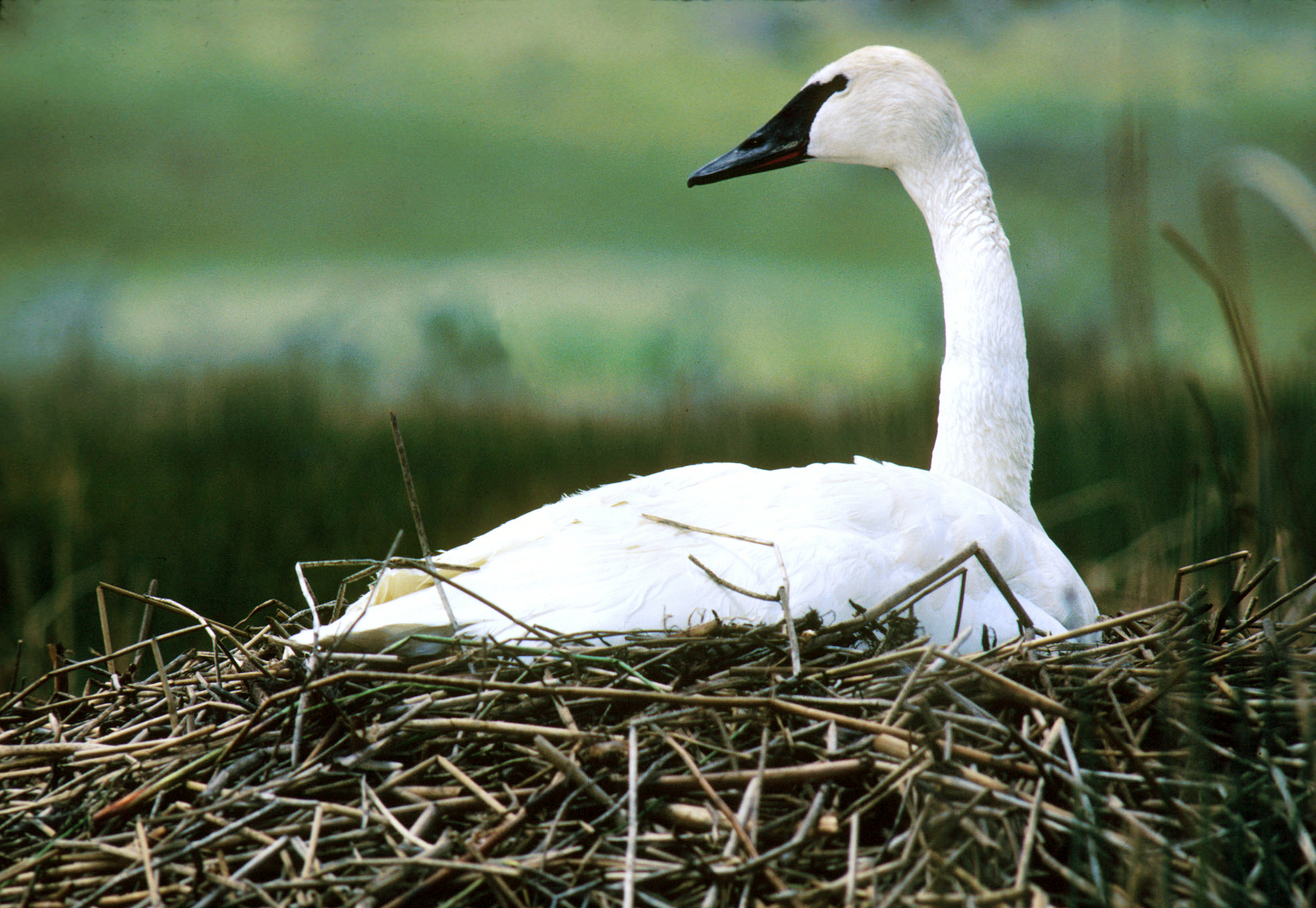
Cisne-trombeteiro em seu ninho.
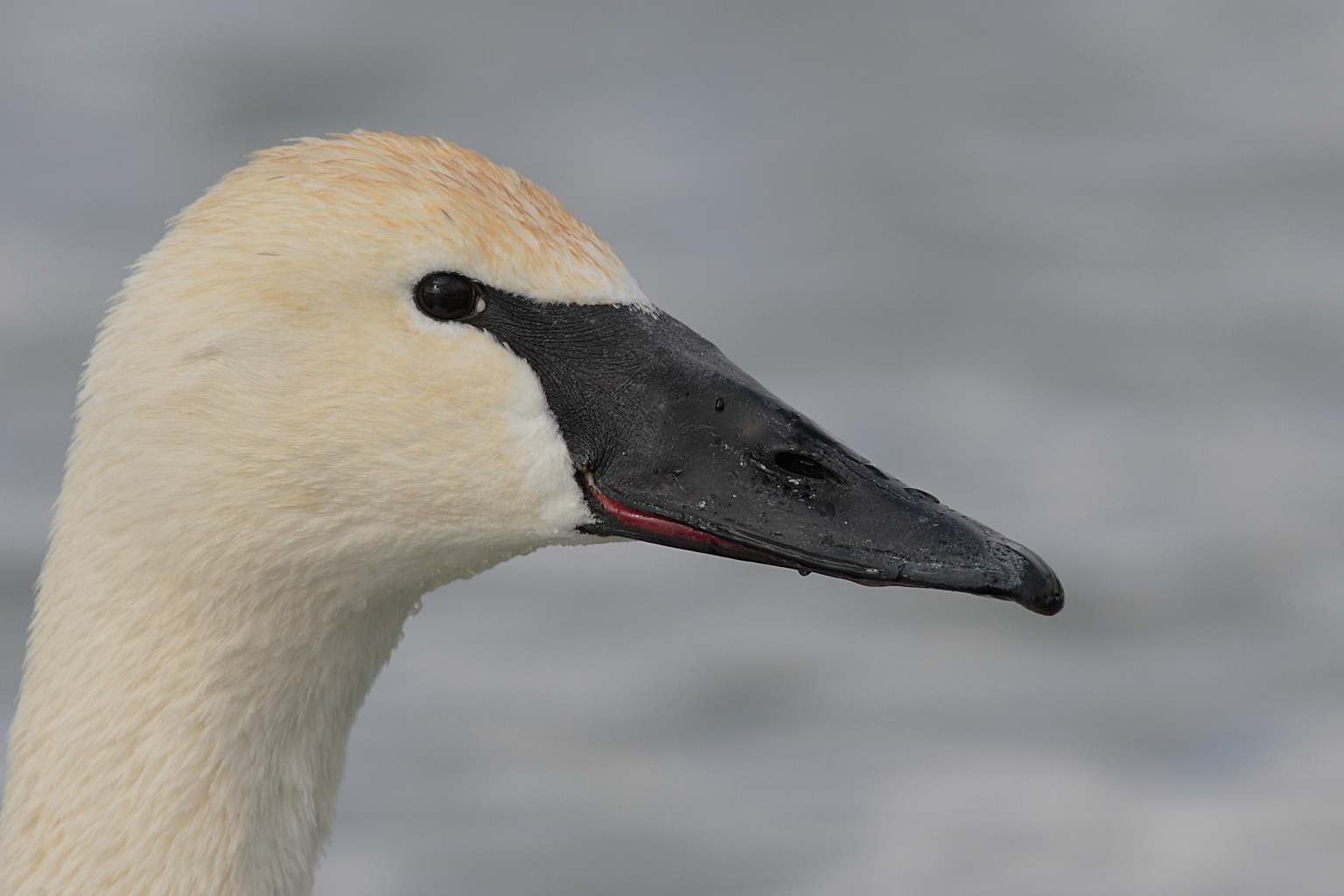
Cabeça de um cisne-trombeteiro.
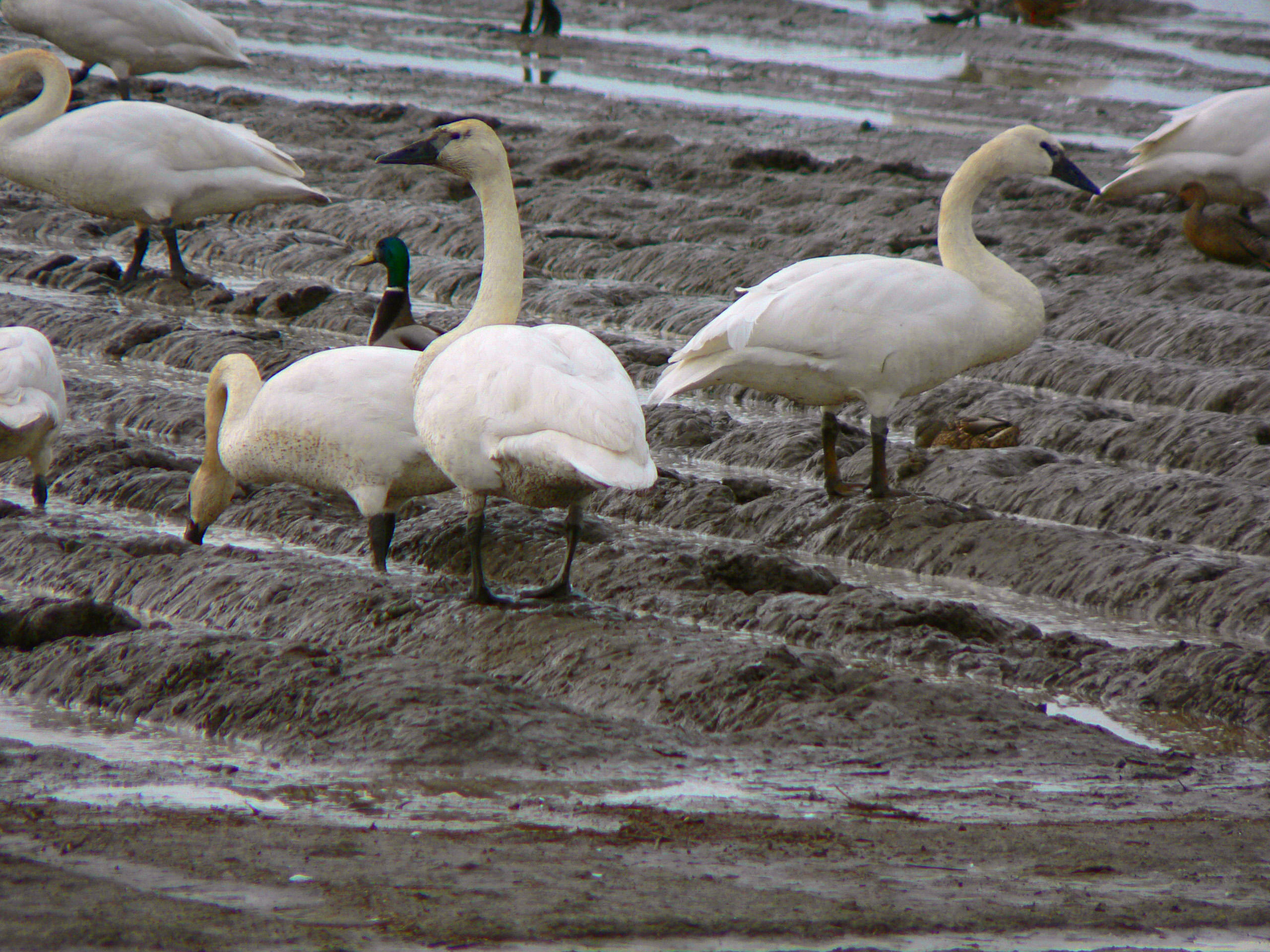
Cisne-trombeteiro em grupo
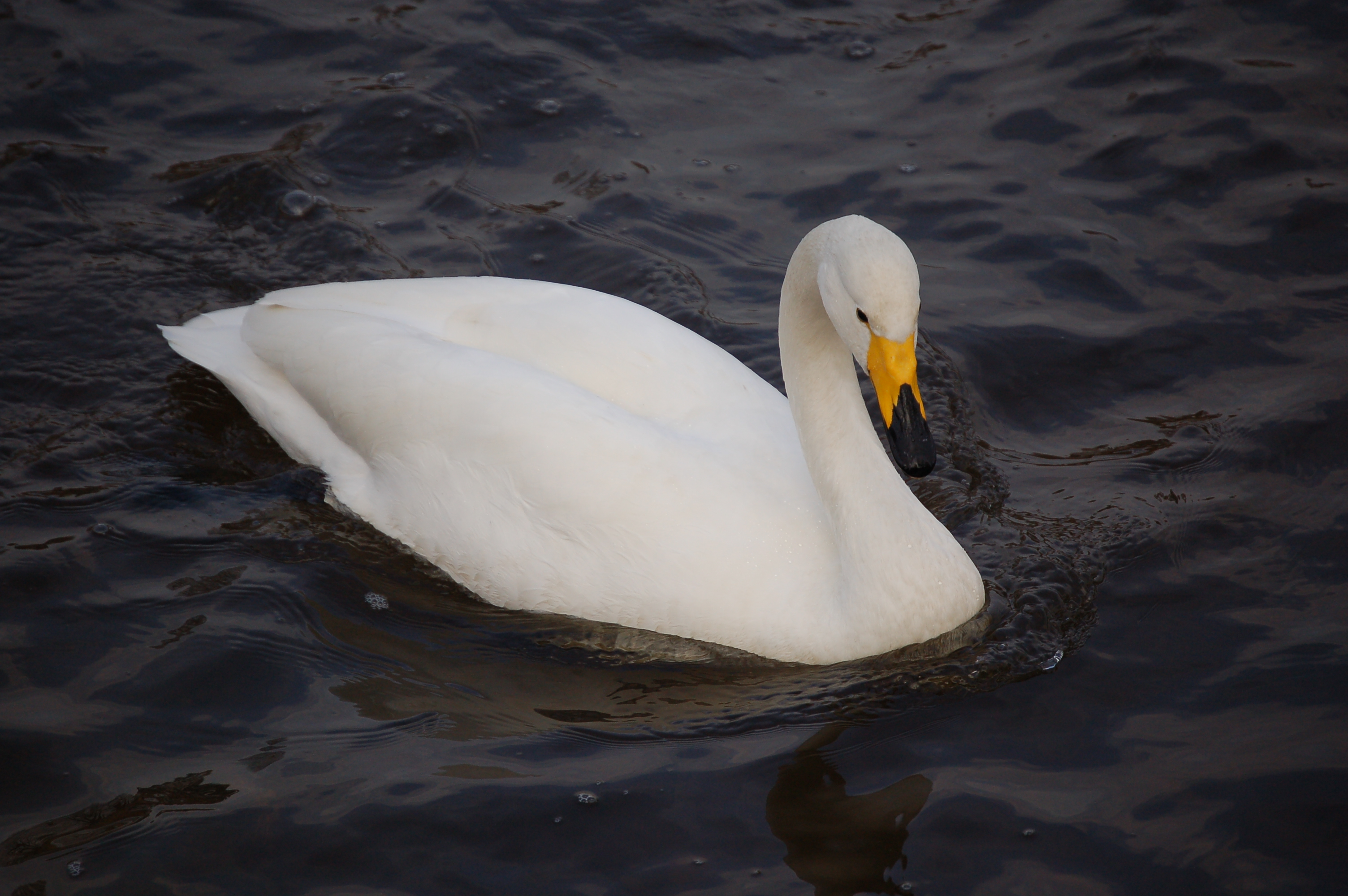
Cisne-bravo
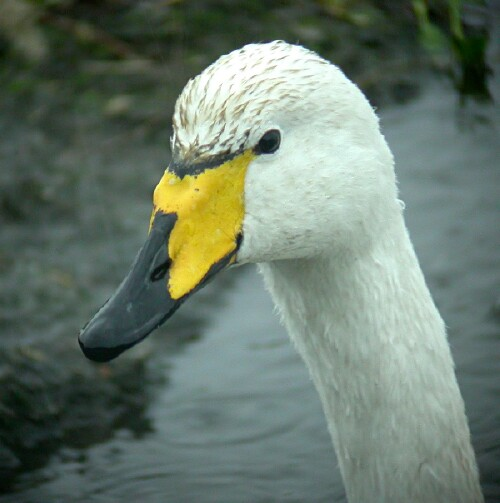
Cabeça de um cisne-bravo
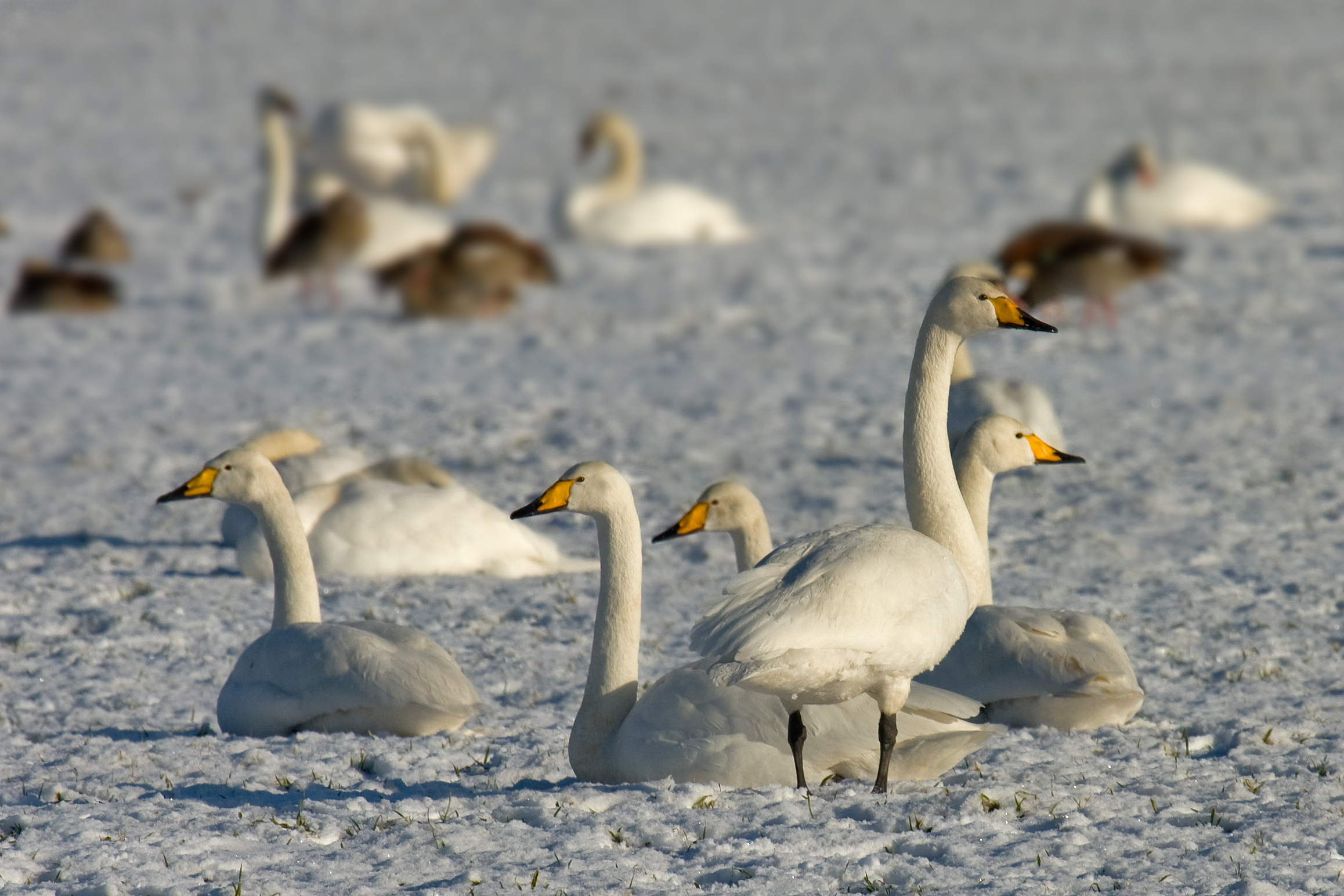
Cisne-bravo migrando da Islândia, Groelândia, Escandinávia e norte da Russia para a Europa, Ásia central, China e Japão.
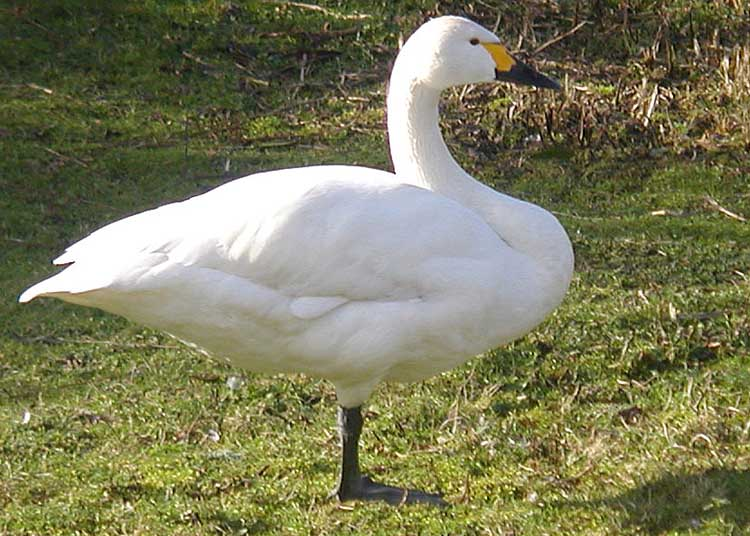
Cisne-de-Bewick, uma subespécie do Cisne-da-trunda.
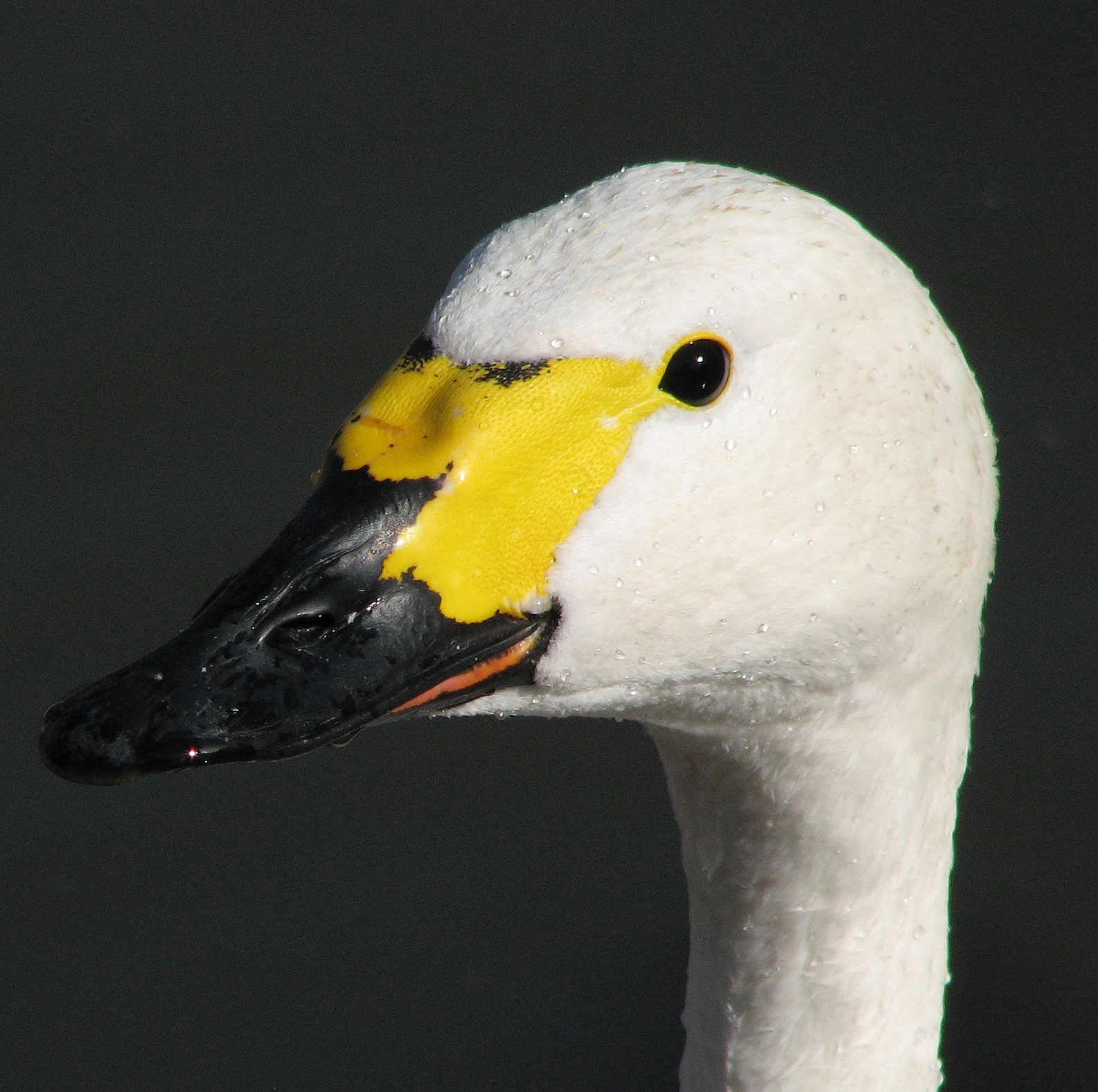
Cabeça de um cisne-de-bewick.
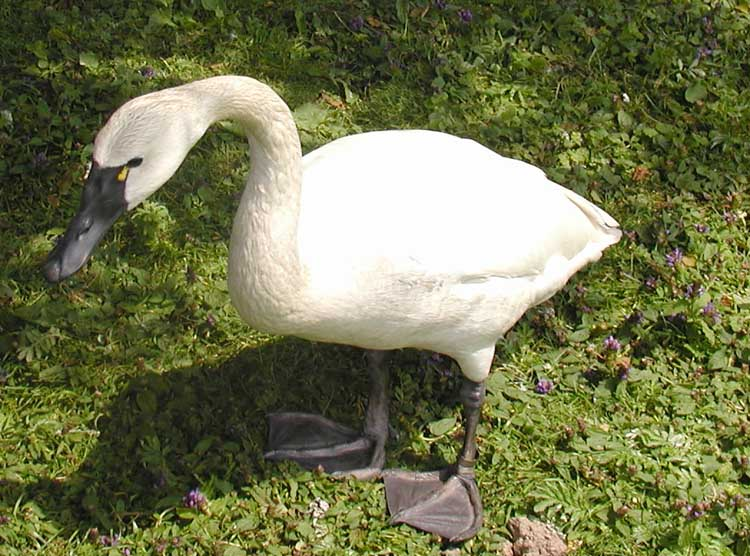
Cisne-assobiador, uma subespécie do Cisne-da-trunda.
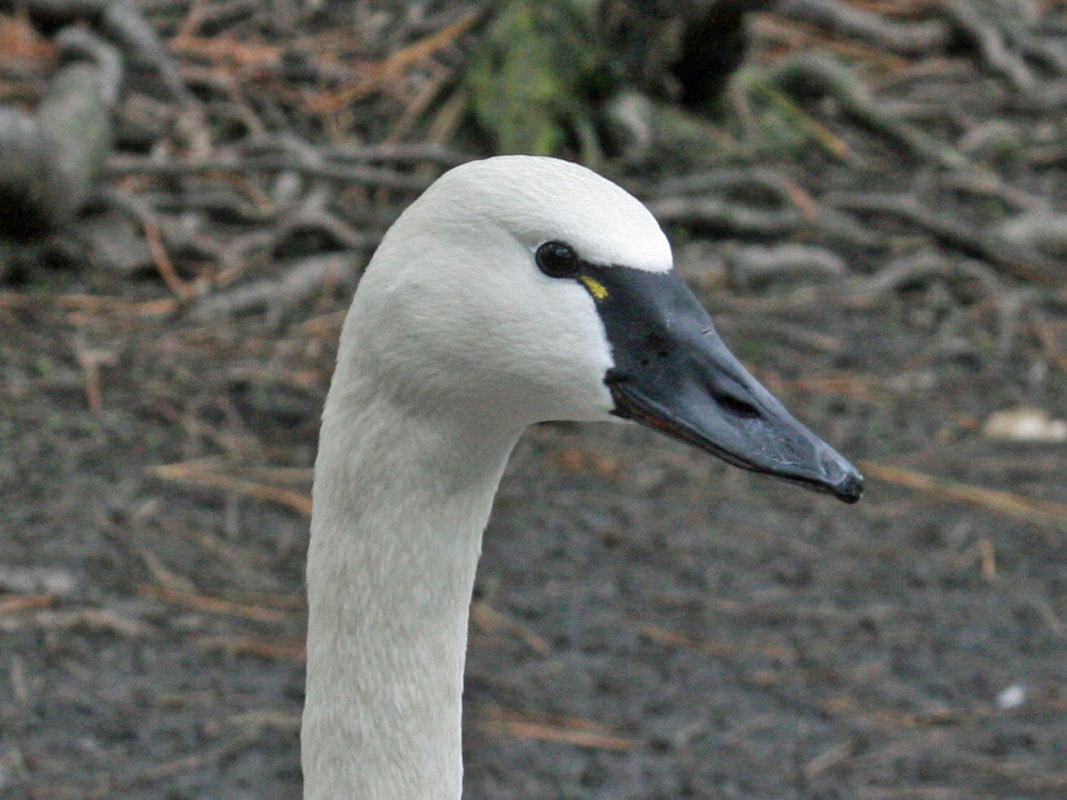
Cabeça de um cisne-assobiador.